# Délégations aux championnats du monde d'athlétisme 2011
Liste des athlètes engagés lors des Championnats du monde d'athlétisme 2011 se déroulant du 27 août au 4 septembre 2011 dans le Stade de Daegu en Corée du Sud. Au total, ce sont 2 181 athlètes, 1 152 hommes et 1 028 femmes.
Les vingt-cinq délégations comptant le plus d'athlètes sont :
| Rang | Pays         | Athlètes | Finalistes |
| ---- | ------------ | -------- | ---------- |
| 1    | États-Unis   | 155      |            |
| 2    | Russie       | 83       |            |
| 3    | Allemagne    | 78       |            |
| 4    | Royaume-Uni  | 69       |            |
| 5    | Corée du Sud | 63       |            |
| 6    | Chine        | 58       |            |
| 7    | Ukraine      | 57       |            |
| 8    | Japon        | 52       |            |
| 9    | Jamaïque     | 51       |            |

| Rang | Pays           | Athlètes | Finalistes |
| ---- | -------------- | -------- | ---------- |
| 10   | Espagne        | 49       |            |
| 11   | Kenya          | 48       |            |
| 12   | Australie      | 47       |            |
| 13   | France         | 46       |            |
| 14   | Éthiopie       | 42       |            |
| 15   | Canada         | 34       |            |
| 16   | Afrique du Sud | 33       |            |
| -    | Italie         | 33       |            |
| 18   | Portugal       | 25       |            |

| Rang | Pays              | Athlètes | Finalistes |
| ---- | ----------------- | -------- | ---------- |
| 19   | Biélorussie       | 23       |            |
| 20   | Colombie          | 21       |            |
| -    | R. tchèque        | 21       |            |
| -    | Turquie           | 21       |            |
| 23   | Pays-Bas          | 20       |            |
| 24   | Suisse            | 19       |            |
| -    | Trinité-et-Tobago | 19       |            |

Neuf fédérations de l'IAAF sur 212 ont soit boycotté (Corée du Nord), soit décliné l'invitation à participer : Andorre, la Géorgie, le Liechtenstein et le Luxembourg pour l'EAA ; la Libye en pleine guerre civile ; deux petites îles, Montserrat et l'île de Norfolk et, en Asie, la Jordanie. Le Soudan du Sud n'est pas encore membre de l'IAAF et les Antilles néerlandaises disparues en 2010 ne le sont plus.
| \| Accès direct dans l’index alphabétique \|  |
| A B C D E F G H I J K L M N O P Q R S T U V Z |
| Accès direct dans l’index alphabétique        |

## A

### Afghanistan
Un seul athlète représente l'Afghanistan : Massoud Azizi sur 100 mètres. Il a déjà participé aux Jeux olympiques de 2004 et 2008 sur cette même distance. L'Afghanistan n'a participé qu'aux Championnats du monde de 1983 et à ceux de 1991. Azizi termine 6e de sa course du tour préliminaire en 11 s 64, son meilleur temps de l'année, et est éliminé.

### Afrique du Sud
Une première liste de 21 athlètes est dévoilée le 19 juillet 2011 par la Fédération sud-africaine d'athlétisme. Elle comprend notamment la championne du monde en titre du 800 m Caster Semenya, ainsi que le meilleur performeur mondial de la saison sur 400 m haies L. J. van Zyl. Une liste définitive, où figure notamment sur 400 m et 4 × 400 m le sprinteur Oscar Pistorius, amputé des deux pieds, est annoncée le 8 août 2011.
| Épreuve           | Athlète(s)                                                                          | Résultat                                    |
| ----------------- | ----------------------------------------------------------------------------------- | ------------------------------------------- |
| 100 m             | Simon Magakwe                                                                       | 4e en série (10 s 53)                       |
| 200 m             | Thuso Mpuang Lebogang Moeng                                                         | 5e en série (21 s 09) 6e en série (21 s 07) |
| 400 m             | Oscar Pistorius                                                                     | 8e en demi-finale (46 s 19)                 |
| 5 000 m           | Elroy Gelant                                                                        |                                             |
| 10 000 m          | Stephen Mokoka                                                                      | 13e en 28 min 51 s 97                       |
| 110 m haies       | Lehann Fourie                                                                       | 7e en série (13 s 86)                       |
| 400 m haies       | L. J. van Zyl Cornel Fredericks                                                     | en 48 s 80 · 5e en 49 s 12                  |
| 3 000 m steeple   | Ruben Ramolefi                                                                      | 13e en 8 min 30 s 47                        |
| Saut en longueur  | Godfrey Mokoena Luvo Manyonga                                                       | 16e en qualif's (8,00 m) 5e en 8,21 m       |
| Triple saut       | Tumelo Thagane                                                                      |                                             |
| Lancer du javelot | Robert Oosthuizen                                                                   |                                             |
| Décathlon         | Willem Coertzen                                                                     |                                             |
| Relais 4 × 100 m  | Simon Magakwe Thuso Mpuang Roscoe Engel Hannes Dreyer Lebogang Moeng Gideon Trotter |                                             |
| Relais 4 × 400 m  | Oscar Pistorius Ofentse Mogawane Willem de Beer Shane Victor L. J. van Zyl          | en 2 min 59 s 87                            |

| Épreuve           | Athlète(s)                         | Résultat                                           |
| ----------------- | ---------------------------------- | -------------------------------------------------- |
| 800 m             | Caster Semenya                     |                                                    |
| 400 m haies       | Wenda Theron                       | 8e en demi-finale (57 s 06)                        |
| Lancer du poids   | Simoné du Toit                     | 24e en qualifications (15,83 m)                    |
| Lancer du javelot | Sunette Viljoen Justine Robbeson   | avec 68,38 m · 19e avec 58,08 m                    |
| Marathon          | René Kalmer Annerien van Schalkwyk | 31e en 2 h 38 min 16 s 37e en 2 h 43 min 59 s (SB) |

### Albanie
La spécialiste du 800 mètres Luiza Gega est la seule athlète albanaise sélectionnée pour les mondiaux de Daegu.

### Algérie
| Épreuve     | Athlète(s)                       | Résultat                          |
| ----------- | -------------------------------- | --------------------------------- |
| 110 m haies | Othmane Hadj Lazib               |                                   |
| 800 m       | Mahfoud Brahimi                  | 5e en demi-finale (1 min 46 s 79) |
| 1 500 m     | Tarek Boukensa Taoufik Makhloufi |                                   |
| 5 000 m     | Rabah Aboud Mounir Mihout        |                                   |
| Triple saut | Seif Islam Temacini              |                                   |
| Décathlon   | Larbi Bouraada                   | 10e avec 8 158 points             |

| Épreuve     | Athlète(s)   | Résultat |
| ----------- | ------------ | -------- |
| 800 m       | Zahra Bouras |          |
| Triple saut | Baya Rahouli |          |

### Allemagne
Une liste provisoire de 64 athlètes (33 hommes et 31 femmes) est dévoilée le 26 juillet 2011 à l'issue des Championnats d'Allemagne à Cassel par Thomas Kurschilgen, directeur technique national de la Fédération allemande d'athlétisme (DLV). Finalement, ce sont 78 athlètes allemands qui vont à Daegu.
| Épreuve           | Athlète(s)                                                                        | Résultat |
| ----------------- | --------------------------------------------------------------------------------- | -------- |
| 200 m             | Sebastian Ernst                                                                   |          |
| 1 500 m           | Carsten Schlangen                                                                 |          |
| 110 m h           | Willi Mathiszik Erik Balnuweit Alexander John                                     |          |
| 400 m haies       | Georg Fleischhauer                                                                |          |
| 3 000 m steeple   | Steffen Uliczka                                                                   |          |
| Saut en hauteur   | Raúl Spank Eike Onnen                                                             |          |
| Saut à la perche  | Malte Mohr Raphael Holzdeppe Karsten Dilla                                        |          |
| Saut en longueur  | Christian Reif Sebastian Bayer                                                    |          |
| Lancer du poids   | David Storl Ralf Bartels Marco Schmidt                                            |          |
| Lancer du disque  | Robert Harting Markus Münch Martin Wierig                                         |          |
| Lancer du marteau | Markus Esser                                                                      |          |
| Lancer du javelot | Matthias de Zordo Mark Frank                                                      |          |
| Décathlon         | Jan Felix Knobel Rico Freimuth Pascal Behrenbruch                                 |          |
| Relais 4 × 100 m  | Tobias Unger Alex Schaf Marius Broening Robin Erewa Christian Blum Sven Knipphals |          |
| Relais 4 × 400 m  | Thomas Schneider Jonas Plass Eric Krüger David Gollnow Kamghe Gaba Miguel Rigau   |          |
| 20 km marche      | Christopher Linke                                                                 |          |
| 50 km marche      | Christopher Linke André Höhne                                                     |          |

| Épreuve           | Athlète(s)                                                                                 | Résultat                                            |
| ----------------- | ------------------------------------------------------------------------------------------ | --------------------------------------------------- |
| 100 m             | Yasmin Kwadwo                                                                              |                                                     |
| 100 m haies       | Cindy Roleder                                                                              |                                                     |
| 3 000 m steeple   | Jana Sussmann                                                                              |                                                     |
| Saut à la perche  | Martina Strutz Silke Spiegelburg Kristina Gadschiew                                        |                                                     |
| Saut en longueur  | Bianca Kappler Sosthene Moguenara                                                          |                                                     |
| Triple saut       | Katja Demut                                                                                |                                                     |
| Lancer du poids   | Christina Schwanitz Nadine Kleinert Josephine Terlecki                                     | qualifiée pour la finale éliminée en qualifications |
| Lancer du disque  | Nadine Müller                                                                              |                                                     |
| Lancer du marteau | Betty Heidler Kathrin Klaas                                                                |                                                     |
| Lancer du javelot | Christina Obergföll Katharina Molitor                                                      |                                                     |
| Heptathlon        | Jennifer Oeser Lilli Schwarzkopf Julia Mächtig                                             |                                                     |
| 20 km marche      | Sabine Krantz Melanie Seeger                                                               |                                                     |
| Relais 4 × 100 m  | Yasmin Kwadwo Cathleen Tschirch Leena Günther Anne Möllinger Marion Wagner Christina Haack |                                                     |
| Relais 4 × 400 m  | Janin Lindenberg Esther Cremer Claudia Hoffmann Lena Schmidt                               |                                                     |

### Angola
Deux athlètes représenteront l'Angola : Nicolau Palanca chez les hommes sur 400 mètres, et Alda Paulo chez les femmes sur 100 mètres.

### Anguilla
L'île d'Anguilla sera représentée à Daegu par Keiron Rogers chez les hommes et Shinelle Proctor chez les femmes, tous les deux sur 100 mètres.

### Antigua-et-Barbuda
Deux athlètes, tous les deux des hommes, représenteront Antigue : Daniel Bailey (sur 100 m) et Brendan Christian (sur 200 m).

### Arabie saoudite
Hommes
| Épreuve          | Athlète(s)                                                                                | Résultat |
| ---------------- | ----------------------------------------------------------------------------------------- | -------- |
| 400 m            | Yousef Ahmed Masrahi                                                                      |          |
| Relais 4 × 400 m | Abdullah Abkar Hamed Albishi Yonas Al-Hosah Ismail M.H Alsabani (en) Yousef Ahmed Masrahi |          |
| 800 m            | Mohammed Al-Salhi                                                                         |          |
| 1 500 m          | Mohammed Shaween                                                                          |          |
| 3 000 m steeple  | Ali Ahmed Al-Amri                                                                         |          |
| 5 000 m          | Hussain Jamaan Alhamdah Abdullah Abdulaziz Aljoud                                         |          |
| Lancer du poids  | Sultan Abdulmajeed Alhaba                                                                 |          |

### Argentine
| Épreuve           | Athlète(s)         | Résultat |
| ----------------- | ------------------ | -------- |
| 5 000 m           | Javier Carriqueo   |          |
| 20 km marche      | Juan Manuel Cano   |          |
| Triple saut       | Maximiliano Díaz   |          |
| Lancer du poids   | Germán Lauro       |          |
| Lancer du marteau | Juan Ignacio Cerra |          |

| Épreuve           | Athlète(s)        | Résultat |
| ----------------- | ----------------- | -------- |
| Lancer du marteau | Jennifer Dahlgren |          |

### Arménie
L'Arménie sera représentée par Ashot Hayrapetyan sur 800 mètres et par Amaliya Sharoyan sur 400 mètres haies.

### Aruba
Aruba dont ce n'est pas la première participation aux Championnats du monde (présente de 1991 à 1999 inclus) sera représentée par Geronimo Goeloe et Shariska Winterdal, cette dernière sur marathon. Ni Curaçao, ni la partie néerlandaise de Saint-Martin ne présentent d'équipe à la suite de la dissolution des Antilles néerlandaises et de nombreux athlètes ont opté pour les couleurs des Pays-Bas.

### Australie
Une première liste de 24 athlètes est annoncée par la Fédération australienne d'athlétisme le 18 avril 2011. De nouveaux athlètes sont ajoutés à la liste initiale le 1er août 2011, portant le contingent d'athlètes australiens à 47. Elle comprend notamment les champions du monde en titre Steven Hooker et Dani Samuels.
| Épreuve           | Athlète(s)                                                                             | Résultat |
| ----------------- | -------------------------------------------------------------------------------------- | -------- |
| 800 m             | Jeff Riseley                                                                           |          |
| 1 500 m           | Ryan Gregson Jeff Riseley                                                              |          |
| 3 000 m steeple   | Youcef Abdi                                                                            |          |
| 5 000 m           | Ben St Lawrence Collis Birmingham Craig Mottram                                        |          |
| 10 000 m          | Ben St Lawrence                                                                        |          |
| Marathon          | Jeff Hunt                                                                              |          |
| Saut à la perche  | Steve Hooker                                                                           |          |
| Saut en longueur  | Mitchell Watt Fabrice Lapierre Robbie Crowther                                         |          |
| Triple saut       | Henry Frayne                                                                           |          |
| Lancer du disque  | Benn Harradine                                                                         |          |
| Lancer du javelot | Jarrod Bannister                                                                       |          |
| 20 km marche      | Jared Tallent Luke Adams Adam Rutter                                                   |          |
| 50 km marche      | Jared Tallent Luke Adams Nathan Deakes                                                 |          |
| Relais 4 × 100 m  | Aaron Rouge-Serret Anthony Alozie Isaac Ntiamoah Matt Davies Liam Gander Mitchell Watt |          |
| Relais 4 × 400 m  | Steven Solomon Ben Offereins John Steffensen Sean Wroe Tristan Thomas                  |          |

| Épreuve           | Athlète(s)                                                                      | Résultat            | 1 500 m | Kaila McKnight |  |
| 10 000 m          | Eloise Wellings                                                                 |                     |         |                |  |
| 100 m haies       | Sally Pearson                                                                   | Première en 12 s 50 |         |                |  |
| 400 m haies       | Lauren Boden                                                                    |                     |         |                |  |
| Saut à la perche  | Alana Boyd                                                                      |                     |         |                |  |
| Lancer du disque  | Dani Samuels                                                                    |                     |         |                |  |
| Lancer du javelot | Kim Mickle                                                                      |                     |         |                |  |
| 20 km marche      | Claire Tallent Regan Lamble                                                     |                     |         |                |  |
| Relais 4 × 100 m  | Melissa Breen Hayley Butler Sally Pearson Charlotte van Veenendaal Laura Whaler |                     |         |                |  |
| Relais 4 × 400 m  | Lauren Boden Tamsyn Manou Caitlin Pincott Anneliese Rubie Caitlin Sargent       |                     |         |                |  |

### Autriche
La délégation autrichienne comprend quatre athlètes
| Épreuve          | Athlète(s)    | Résultat |
| ---------------- | ------------- | -------- |
| 1 500 m          | Andreas Vojta |          |
| Lancer du disque | Gerhard Mayer |          |

| Épreuve     | Athlète(s)      | Résultat |
| ----------- | --------------- | -------- |
| 100 m haies | Beate Schrott   |          |
| Javelot     | Elisabeth Eberl |          |

### Azerbaïdjan
La délégation azérie ne compte qu'un seul athlète : Dzmitry Marshi, spécialiste du lancer du marteau. Il termine 15e de son groupe de qualification en 70,04 m.

## B

### Bahamas
La délégation bahaméenne, composée de 18 athlètes, est annoncée le 12 août 2011 par la Bahamas Association of Athletics Association.
| Épreuve          | Athlète(s)                                                                                            | Résultat |
| ---------------- | --- | -------- |
| 100 m            | Adrian Griffith                                                                                       |          |
| 200 m            | Michael Mathieu                                                                                       |          |
| 400 m            | Ramon Miller Demetrius Pinder Chris Brown                                                             |          |
| Saut en longueur | Raymond Higgs                                                                                         |          |
| Triple saut      | Leevan Sands                                                                                          |          |
| Saut en hauteur  | Trevor Barry Donald Thomas                                                                            |          |
| Relais 4 × 400 m | Michael Mathieu Ramon Miller Demetrius Pinder Chris Brown Avard Moncur Latoy Williams Andrae Williams |          |

| Épreuve          | Athlète(s)                                                                                                | Résultat |
| ---------------- | --- | -------- |
| 100 m            | Debbie Ferguson-McKenzie Sheniqua Ferguson                                                                |          |
| 200 m            | Debbie Ferguson-McKenzie Anthonique Strachan Nivea Smith                                                  |          |
| Saut en longueur | Bianca Stuart                                                                                             |          |
| Relais 4 × 100 m | Debbie Ferguson-McKenzie Sheniqua Ferguson Anthonique Strachan Nivea Smith Bianca Stuart Cache Armbrister |          |

### Bahreïn
| Épreuve         | Athlète(s)                       | Résultat |
| --------------- | -------------------------------- | -------- |
| 1 500 m         | Yusuf Saad Kamel                 |          |
| 5 000 m         | Dejene Regassa Bilisuma Shugi    |          |
| 10 000 m        | Ali Hasan Mahboob Bilisuma Shugi |          |
| Marathon        | Khalid Kamal Yaseen              |          |
| 3 000 m steeple | Tareq Mubarak Taher              |          |

| Épreuve  | Athlète(s)                                  | Résultat |
| -------- | ------------------------------------------- | -------- |
| 1 500 m  | Mimi Belete Maryam Yusuf Jamal Genzeb Shumi |          |
| 5 000 m  | Tejitu Daba Kareema Jasim                   |          |
| 10 000 m | Shitaye Eshete                              |          |
| Marathon | Lishan Dula                                 |          |

### Bangladesh
Un seul homme représente le Bangladesh, Khalilur Rahman sur 200 mètres.

### Barbade
La sélection de la Barbade, conduite par le champion du monde en titre du 110 m haies Ryan Brathwaite, comprend 5 athlètes.
| Épreuve     | Athlète(s)                       | Résultat |
| ----------- | -------------------------------- | -------- |
| 100 m       | Andrew Hinds Ramon Gittens       |          |
| 110 m haies | Ryan Brathwaite Shane Brathwaite |          |

| Épreuve     | Athlète(s)     | Résultat |
| ----------- | -------------- | -------- |
| 100 m haies | Kierre Beckles |          |

### Belgique
La liste des sélectionnés belges, comprenant sept athlètes engagés en individuel et le relais 4 × 400 m masculin, est dévoilée le 15 août 2011.
| Épreuve          | Athlète(s)                                                                            | Résultat |
| ---------------- | ------------------------------------------------------------------------------------- | -------- |
| 400 m            | Kévin Borlée Jonathan Borlée                                                          |          |
| 1 500 m          | Jeroen D'Hoedt                                                                        |          |
| Décathlon        | Thomas Van Der Plaetsen                                                               |          |
| Relais 4 × 400 m | Kévin Borlée Jonathan Borlée Nils Duerinck Antoine Gillet Arnaud Destatte Joris Haeck |          |

| Épreuve     | Athlète(s)       | Résultat |
| ----------- | ---------------- | -------- |
| 100 m haies | Anne Zagré       |          |
| 400 m haies | Élodie Ouédraogo |          |
| Heptathlon  | Sara Aerts       |          |

### Belize
Kenneth Medwood (sur 400 m haies, 49 s 66) et Kaina Martinez (100 m) représenteront le Belize à Daegu.

### Bénin
Deux athlètes béninois Mathieu Gnanligo et Bimbo Miel Ayedou, respectivement sur 400 m et sur 400 m haies.

### Bermudes
Le sauteur en longueur Tyrone Smith est le seul représentant des Bermudes. Il participe à ses deuxièmes championnats du monde après avoir échoué en qualifications à Berlin en 2009.

### Bhoutan
Un seul athlète, un marathonien, Sangay Wangchuk. Le Bhoutan n'a participé qu'aux Championnats de 1999 et à ceux de 2009.

### Biélorussie
| Épreuve           | Athlète(s)                                      | Résultat |
| ----------------- | ----------------------------------------------- | -------- |
| Lancer du poids   | Andrei Mikhnevich Pavel Lyzhyn                  |          |
| Lancer du marteau | Pavel Kryvitski Valeriy Sviatokha Yury Shayunou |          |

| Épreuve           | Athlète(s)                                                                             | Résultat                         |
| ----------------- | -------------------------------------------------------------------------------------- | -------------------------------- |
| 800 m             | Maryna Arzamasava Sviatlana Usovich                                                    |                                  |
| 1 500 m           | Natallia Kareiva                                                                       |                                  |
| Saut en longueur  | Nastassia Mironchyk-Ivanova Veronika Shutkova                                          | 8e avec 6,45 m en qualifications |
| Saut à la perche  | Anastasiya Shvedova                                                                    |                                  |
| Lancer du poids   | Natallia Mikhnevich Nadzeya Ostapchuk                                                  |                                  |
| Lancer du marteau | Alena Matoshka                                                                         |                                  |
| 20 km marche      | Nastassia Yatsevich                                                                    |                                  |
| Relais 4 × 100 m  | Hanna Bahdanovich Yuliya Balykina Aliona Daniliuk Hanna Liapeshka                      |                                  |
| Relais 4 × 400 m  | Hanna Tashpulatava Yulyana Yushchanka Ilona Usovich Sviatlana Usovich Iryna Khliustava |                                  |

### Birmanie
| Épreuve | Athlète(s)   | Résultat                    |
| ------- | ------------ | --------------------------- |
| 800 m   | Zaw Win Thet | 7e en série (1 min 58 s 36) |

| Épreuve | Athlète(s)    | Résultat |
| ------- | ------------- | -------- |
| 400 m   | Yin Yin Khine |          |

### Brésil
La sélection brésilienne est annoncée le 9 août 2011. Elle comprend notamment la championne du monde en salle du saut à la perche Fabiana Murer et la championne olympique du saut en longueur Maurren Maggi,.
| Épreuve          | Athlète(s) | Résultat                                                |
| ---------------- | --- | ------------------------------------------------------- |
| 100 m            | Nilson de Oliveira André                                                                                       | 6e en série (10 s 54)                                   |
| 200 m            | Bruno Lins Tenório de Barros Sandro Ricardo Rodrigues Viana                                                    |                                                         |
| 800 m            | Kleberson Davide Lutimar Paes Fernando da Silva                                                                | 5e en série (1 min 48 s 97) 7e en série (1 min 51 s 58) |
| 400 m haies      | Mahau Suguimati                                                                                                |                                                         |
| Saut à la perche | Fabio Gomes da Silva                                                                                           |                                                         |
| Triple saut      | Jefferson Sabino                                                                                               |                                                         |
| Décathlon        | Luiz Alberto de Araújo                                                                                         |                                                         |
| 20 km marche     | Caio Bonfim Moacir Zimmermann                                                                                  |                                                         |
| Relais 4 × 100 m | Nilson André Bruno Lins de Barros Sandro Viana Diego Henrique de Farias Cavalcanti Carlos Roberto de Moraes Jr |                                                         |

| Épreuve          | Athlète(s)                                                                                 | Résultat                          |
| ---------------- | ------------------------------------------------------------------------------------------ | --------------------------------- |
| 100 m            | Ana Claudia Silva                                                                          |                                   |
| 200 m            | Ana Claudia Silva                                                                          |                                   |
| 400 m haies      | Jailma de Lima                                                                             |                                   |
| Saut à la perche | Fabiana Murer                                                                              |                                   |
| Saut en longueur | Maurren Maggi Keila Costa                                                                  | 13e avec 6,26 m en qualifications |
| Triple saut      | Keila Costa                                                                                |                                   |
| Lancer du disque | Elisângela Adriano Andressa de Morais                                                      |                                   |
| Relais 4 × 100 m | Ana Claudia Silva Rosângela Santos Franciela Krasucki Rosemar Coelho Fortunato Vanda Gomes |                                   |
| Relais 4 × 400 m | Geisa Coutinho Joelma Sousa Bárbara de Oliveira Aline dos Santos Jailma de Lima            |                                   |

### Bolivie
Deux marcheurs, tous les deux sur 20 km, représenteront la Bolivie : Ronald Quispe et Claudia Balderrama.

### Bosnie-et-Herzégovine
Il y a à Daegu deux athlètes bosniens, Hamza Alić et Lucia Kimani. Lucia Kimani, d'origine kényane, entre la première en lice sur marathon mais elle ne finira pas la course.

### Botswana
| Épreuve         | Athlète(s)        | Résultat |
| --------------- | ----------------- | -------- |
| 400 m           | Pako Seribe       |          |
| Saut en hauteur | Kabelo Kgosiemang |          |

| Épreuve | Athlète(s)      | Résultat |
| ------- | --------------- | -------- |
| 400 m   | Amantle Montsho |          |

### Bruneï
Un seul athlète Ak. Hafiy Tajuddin Rositi, sur 400 m.

### Bulgarie
| Épreuve         | Athlète(s)   | Résultat |
| --------------- | ------------ | -------- |
| Saut en hauteur | Viktor Ninov |          |

| Épreuve         | Athlète(s)                | Résultat |
| --------------- | ------------------------- | -------- |
| 100 m           | Ivet Lalova Inna Eftimova |          |
| 200 m           | Ivet Lalova               |          |
| 400 m haies     | Vania Stambolova          |          |
| Saut en hauteur | Venelina Veneva           |          |
| Triple saut     | Andriyana Banova          |          |
| Lancer du poids | Radoslava Mavrodieva      |          |

### Burkina Faso
Gérard Kobéané et Béatrice Kamboulé représentent le Burkina Faso sur 100 et 100 m haies. Le premier gagne sa course en 10 s 64, la série no 3, lors du tour préliminaire du 100 mètres. Il est donc qualifié pour le 1er tour où, dans la 4e course, il termine 7e en 10 s 59 et n'est donc pas qualifié pour les demi-finales.

### Burundi
Deux athlètes de 5 000 m représentent le Burundi : Gérard Gahungu et Pauline Niyongere.

## C

### Îles Caïmans
Un seul athlète Ronald Forbes sur 110 m haies avec un record très respectable de 13 s 50.

### Cambodge
Une seule féminine Seyha Chan sur 200 mètres (où son record est de 26 s 59). Le Cambodge n'a participé que trois fois : en 1983 comme Kampuchéa, en 1997 et en 1999.

### Cameroun
Deux athlètes représentent le Cameroun : Hugo Mamba-Schlick au triple saut et Delphine Atangana (100 m).

### Canada
La liste des 32 athlètes canadiens sélectionnés pour les mondiaux de Daegu est annoncée le 11 août 2011 par la Fédération d'athlétisme du Canada.
| Épreuve           | Athlète(s)                                                                          | Résultat                           |
| ----------------- | ----------------------------------------------------------------------------------- | ---------------------------------- |
| 100 m             | Justyn Warner                                                                       |                                    |
| 200 m             | Bryan Barnett Jared Connaughton                                                     |                                    |
| 800 m             | Andrew Ellerton                                                                     | 5e en série (1 min 47 s 47)        |
| 1 500 m           | Geoffrey Martinson                                                                  |                                    |
| 3 000 m steeple   | Alex Genest Matthew Hughes                                                          |                                    |
| Lancer du poids   | Dylan Armstrong                                                                     | avec 21,64 m                       |
| Lancer du javelot | Scott Russell                                                                       |                                    |
| Lancer du marteau | Jim Steacy                                                                          | 10e en qualifications avec 73,32 m |
| Décathlon         | Jamie Adjetey-Nelson Damian Warner                                                  |                                    |
| Relais 4 × 100 m  | Bryan Barnett Jared Connaughton Sam Effah Gavin Smellie Oluseyi Smith Justyn Warner |                                    |

| Épreuve           | Athlète(s)                                                | Résultat |
| ----------------- | --------------------------------------------------------- | -------- |
| 200 m             | Kimberly Hyacinthe                                        |          |
| 800 m             | Lemlem Bereket Ogbasilassie                               |          |
| 100 m haies       | Perdita Felicien Phylicia George Nikkita Holder           |          |
| Saut à la perche  | Kelsie Hendry                                             |          |
| Lancer du poids   | Julie Labonté                                             |          |
| Lancer du marteau | Heather Steacy                                            |          |
| Heptathlon        | Ruky Abdulai Jessica Zelinka                              |          |
| 20 km marche      | Rachel Seaman                                             |          |
| Relais 4 × 400 m  | Esther Akinsulie Jenna Martin Amonn Nelson Adrienne Power |          |

### Cap-Vert
Un seul athlète : Ruben Sanca sur marathon.

### Chili
Le Chili est représenté par trois athlètes : Yerko Araya sur 20 km marche, Natalia Ducó (poids) et Karen Gallardo (disque).

### Chypre
Chypre est représentée par deux athlètes : Kyriakos Ioannou (hauteur - minimas A) et Demetra Arachovití (100 m haies).

### Chine
La sélection chinoise, emmenée notamment par le champion du monde 2007 du 110 m haies Liu Xiang, comprend 58 athlètes (dont deux remplaçants) soit 16 de plus qu'à Berlin où ils étaient 32.
| Épreuve           | Athlète(s)                                                  | Résultat |
| ----------------- | ----------------------------------------------------------- | -------- |
| 110 m haies       | Liu Xiang Shi Dongpeng Jiang Fan                            |          |
| 400 m haies       | Cheng Wen Li Zhilong                                        |          |
| Marathon          | Dong Guojian Li Zicheng Wu Shiwei                           |          |
| 20 km marche      | Wang Zhen Wang Hao Chu Yafei                                |          |
| 50 km marche      | Si Tianfeng Li Jianbo Xu Faguang                            |          |
| Saut en longueur  | Su Xiongfeng                                                |          |
| Triple saut       | Li Yanxi                                                    |          |
| Saut en hauteur   | Zhang Guowei                                                |          |
| Lancer du disque  | Wu Jian                                                     |          |
| Lancer du javelot | Chen Qi                                                     |          |
| Relais 4 × 100 m  | Lao Yi Su Bingtian Chen Qiang Liang Jiahong Zheng Dongsheng |          |

| Épreuve           | Athlète(s)                                                     | Résultat                                    |
| ----------------- | -------------------------------------------------------------- | ------------------------------------------- |
| 100 m haies       | Sun Yawei                                                      |                                             |
| Marathon          | Zhu Xiaolin Wang Jiali Zhou Chunxiu Wang Xuequin Jia Chaofeng  | 6e en 2 h 29 min 58 s 8e en 2 h 30 min 25 s |
| 20 km marche      | Liu Hong Qieyang Shenjie Gao Ni                                |                                             |
| Triple saut       | Xie Limei Li Yanmei                                            |                                             |
| Saut en hauteur   | Zheng Xingjuan                                                 |                                             |
| Saut à la perche  | Li Ling Wu Sha                                                 |                                             |
| Lancer du poids   | Gong Lijiao Li Ling Liu Xiangrong                              |                                             |
| Lancer du disque  | Li Yanfeng Ma Xuejun Tan Jian                                  |                                             |
| Lancer du marteau | Zhang Wenxiu Liu Tingting                                      |                                             |
| Lancer du javelot | Liu Chunhua                                                    |                                             |
| Relais 4 × 100 m  | Tao Yujia Wei Yongli Qiuping Liang Jiang Lan Ye Jiabei         |                                             |
| Relais 4 × 400 m  | Chen Jingwen Tang Xiaoyin Chen Yanmei Zheng Zhihui Cheng Chong |                                             |

### Congo
Un seul athlète, sur 100 m, Delivert Arsène Kimbembe.

### République démocratique du Congo
Deux athlètes représentent l'ancien Congo belge : Gary Kikaya et Magy Safi Makanda.

### Colombie
La Colombie est représentée par 21 athlètes au lieu des 11 qui avaient été à Berlin.
| Épreuve           | Athlète(s)                                          | Résultat |
| ----------------- | --------------------------------------------------- | -------- |
| 100 m             | Álvaro Gómez                                        |          |
| 200 m             | Daniel Grueso                                       |          |
| 800 m             | Rafith Rodríguez                                    |          |
| 110 m haies       | Paulo Villar                                        |          |
| Lancer du javelot | Arley Ibargüen                                      |          |
| 20 km             | Luis Ferninando López James Rendón Gustavo Restrepo |          |

| Épreuve           | Athlète(s)                                                                             | Résultat |
| ----------------- | -------------------------------------------------------------------------------------- | -------- |
| 100 m             | Xiomara Hinestroza                                                                     |          |
| 200 m             | Norma González                                                                         |          |
| 400 m             | Norma González                                                                         |          |
| 800 m             | Rosibel García                                                                         |          |
| 100 m haies       | Brigitte Merlano Lina Marcela Florez                                                   |          |
| 3 000 m steeple   | Ángela Figueroa                                                                        |          |
| Triple saut       | Caterine Ibargüen                                                                      |          |
| Lancer du javelot | María Lucelly Murillo                                                                  |          |
| Relais 4 × 100 m  | Xiomara Hinestroza Norma González Darlenis Obregón Alejandra Idroboy Eliecith Palacios |          |

### Comores
Deux athlètes seulement sur 100 m : Moudjib Toyb et Feta Ahamada.

### îles Cook
Une seule athlète représente les îles Cook sur 100 m : Patricia Taea.

### Corée du Sud
Profitant à plein de son statut de nation hôte, la sélection sud-coréenne établit un record de 69 athlètes inscrits, la majorité d'entre eux n'ayant réalisé ni les minima A ni les minima B. En 2009 à Berlin, ils étaient 19. Park Tae-kyong en est le capitaine. La Corée du Nord ne participe pas en raison du conflit larvé, très accentué depuis le début de l'année.
| Épreuve           | Athlète(s)                                                                             | Résultat |
| ----------------- | -------------------------------------------------------------------------------------- | -------- |
| 100 m             | Kim Kuk-young                                                                          | DQ       |
| 400 m             | Park Bong-go                                                                           |          |
| 1 500 m           | Sin Sang-min                                                                           |          |
| 5 000 m           | Baek Seung-do                                                                          |          |
| Marathon          | Hwang Jun-hyeon Hwang Jun-suk Jeong Jin-hung Kim Min Lee Myong-seung                   |          |
| 20 km marche      | Byun Young-jun Kim Hyun-sub Park Chil-sung                                             |          |
| 50 km marche      | Kim Dong-young Park Chil-sung Yim Jung-hyun                                            |          |
| 110 m haies       | Park Tae-kyong                                                                         |          |
| 400 m haies       | Lee Seung-yun                                                                          |          |
| Saut en longueur  | Kim Deok-hyeon                                                                         |          |
| Triple saut       | Kim Deok-hyeon                                                                         |          |
| Saut en hauteur   | Yun Ye-hwan                                                                            |          |
| Saut à la perche  | Kim Yoo-suk                                                                            |          |
| Lancer du poids   | Hwang In-sung                                                                          |          |
| Lancer du javelot | Jung Sang-jin                                                                          |          |
| Lancer du marteau | Lee Yun-chul                                                                           |          |
| Décathlon         | Kim Kun-woo                                                                            |          |
| 4 × 100 m         | Cho Kyu-won Jeong Duk-hyung Lim Hee-nam Kim Kuk-young Yeo Ho-suah                      |          |
| 4 × 400 m         | Choi Myung-jun Kim Jeadeok Lee Jun Lim Chan-ho Lim Hee-nam Park Bong-go Seong Hyeok-je |          |

| Épreuve           | Athlète(s)                                                                | Résultat |
| ----------------- | ------------------------------------------------------------------------- | -------- |
| 100 m             | Jung Hye-lim                                                              |          |
| 800 m             | Huh Yeon-jung                                                             |          |
| Marathon          | Choi Bo-ra Chung Yun-hee Kim Seong-eun Lee Sook-jung Park Jun-sook        |          |
| 20 km marche      | Jeon Yong-eun                                                             |          |
| 100 m haies       | Jung Hye-lim                                                              |          |
| 400 m haies       | Son Kyeong-mi                                                             |          |
| Saut en longueur  | Jung Soon-ok                                                              |          |
| Triple saut       | Jung Hye-kyung                                                            |          |
| Saut en hauteur   | Han Da-rye                                                                |          |
| Saut à la perche  | Choi Yun-hee                                                              |          |
| Lancer du poids   | Lee Mi-young                                                              |          |
| Lancer du javelot | Kim Kyung-ae                                                              |          |
| Lancer du marteau | Kang Na-ru                                                                |          |
| 4 × 100 m         | Eum Jee-su Joung Han-sol Jung Hye-lim Kim So-yeon Lee Sun-ae Park So-yeun |          |
| 4 × 400 m         | Jang Yea-eun Lee Ha-nee Oh Se-ra Park Seong-myun Seo In-ae Woo Yu-jin     |          |

### Costa Rica
| Épreuve | Athlète(s)  | Résultat |
| ------- | ----------- | -------- |
| 400 m   | Nery Brenes |          |

| Épreuve     | Athlète(s)     | Résultat |
| ----------- | -------------- | -------- |
| 400 m haies | Sharolyn Scott |          |

### Côte-d'Ivoire
Deux athlètes représentent la Côte d'Ivoire : Ben-Youssef Meité (100 m) et Kazai Suzanne Kragbé (disque).

### Cuba
Conduite par les champions du monde en titre Dayron Robles et Yargelis Savigne, la délégation de Cuba comprend une trentaine de membres. Elle est dévoilée le 9 août 2011 par la Fédération cubaine d'athlétisme.
| Épreuve           | Athlète(s)                                         | Résultat |
| ----------------- | -------------------------------------------------- | -------- |
| 200 m             | Michael Herrera                                    |          |
| 400 m             | William Collazo                                    |          |
| 110 m haies       | Dayron Robles                                      |          |
| 400 m haies       | Omar Cisneros                                      |          |
| Triple saut       | Alexis Copello Yoandri Betanzos Arnie David Giralt |          |
| Saut à la perche  | Lázaro Borges                                      |          |
| Saut en hauteur   | Victor Moya                                        |          |
| Lancer du javelot | Guillermo Martínez                                 |          |
| Lancer du poids   | Carlos Veliz                                       |          |
| Lancer du disque  | Jorge Fernández                                    |          |
| Décathlon         | Leonel Suárez Yordani García                       |          |

| Épreuve           | Athlète(s)                                                                  | Résultat |
| ----------------- | --------------------------------------------------------------------------- | -------- |
| 100 m             | Nelkis Casabona                                                             |          |
| 200 m             | Nelkis Casabona                                                             |          |
| 400 m             | Aime Martinez                                                               |          |
| Saut à la perche  | Yarisley Silva Daylis Caballero                                             |          |
| Triple saut       | Yargelis Savigne Mabel Gay Yarianna Martínez Dailenys Alcántara             |          |
| Lancer du poids   | Misleydis González Mailin Vargas                                            |          |
| Lancer du disque  | Yarelis Barrios Denia Caballero                                             |          |
| Lancer du marteau | Yipsi Moreno                                                                |          |
| Lancer du javelot | Yanet Cruz                                                                  |          |
| Relais 4 × 400 m  | Aime Martinez Daisurami Bonne Nelkis Casabona Diosmelis Peña Susana Clement |          |

## D

### Danemark
| Épreuve     | Athlète(s)       | Résultat |
| ----------- | ---------------- | -------- |
| 800 m       | Andreas Bube     |          |
| Poids       | Kim Christensen  |          |
| Marathon    | Jesper Faurschou |          |
| Triple saut | Anders Møller    |          |

| Épreuve     | Athlète(s)     | Résultat |
| ----------- | -------------- | -------- |
| 400 m haies | Sara Petersen  |          |
| Perche      | Caroline Bonde |          |

### Djibouti
La délégation djiboutienne se compose de deux athlètes : Mumin Gala sur 5 000 m et	Zourah Ali sur 800 m.

### Commonwealth de Dominique
Un seul athlète mais de niveau international : Erison Hurtault sur 400 m.

## E

### Égypte
| Épreuve           | Athlète(s)                | Résultat |
| ----------------- | ------------------------- | -------- |
| 200 m             | Amr Ibrahim Mostafa Seoud |          |
| Saut en longueur  | Mohamed Fathalla Difallah |          |
| Lancer du javelot | Ihab Abdelrahman El Sayed |          |
| Lancer du marteau | Mostafa Hicham al-Gamal   |          |

| Épreuve          | Athlète(s)  | Résultat |
| ---------------- | ----------- | -------- |
| Saut en longueur | Inas Gharib |          |

### Émirats arabes unis
| Épreuve | Athlète(s)                | Résultat |
| ------- | ------------------------- | -------- |
| 200 m   | Omar Jouma Bilal al-Salfa |          |

| Épreuve | Athlète(s)          | Résultat |
| ------- | ------------------- | -------- |
| 5 000 m | Alia Saeed Mohammed |          |

### Équateur
| Épreuve         | Athlète(s)                     | Résultat |
| --------------- | ------------------------------ | -------- |
| 10 000 m        | Byron Piedra                   |          |
| 20 km marche    | Andrés Chocho Mauricio Arteaga |          |
| 50 km marche    | Andrés Chocho Rolando Saquipay |          |
| Saut en hauteur | Diego Ferrín                   |          |

| Épreuve      | Athlète(s)    | Résultat |
| ------------ | ------------- | -------- |
| 20 km marche | Yadira Guamán |          |

### Érythrée
L'Érythrée qui ne participe en tant que telle que depuis les Championnats de 1997, a une délégation de dix athlètes.
Hommes
| Épreuve  | Athlète(s)                                                           | Résultat |
| -------- | -------------------------------------------------------------------- | -------- |
| 5 000 m  | Goitom Kifle Teklemariam Medhin Amanuel Mesel Zersenay Tadese        |          |
| 10 000 m | Teklemariam Medhin Zersenay Tadese                                   |          |
| Marathon | Yared Asmerom Beraki Beyene Samuel Goitom Yonas Kifle Michael Tesfay |          |

### Espagne
La délégation espagnole, composée de 48 athlètes (29 hommes et 18 femmes) est dévoilée le 12 août 2011 par la Fédération espagnole d'athlétisme.
| Épreuve           | Athlète(s)                                             | Résultat |
| ----------------- | ------------------------------------------------------ | -------- |
| 100 m             | Ángel David Rodríguez                                  |          |
| 800 m             | Kevin López Antonio Reina Luis Alberto Marco           |          |
| 1 500 m           | Diego Ruiz Manuel Olmedo Juan Carlos Higuero           |          |
| 5 000 m           | Jesús España Javier Alves                              |          |
| Marathon          | Pablo Villalobos Rafael Iglesias Chema Martínez        |          |
| 3 000 m steeple   | Ángel Mullera Tomás Tajadura Víctor García             |          |
| Saut à la perche  | Igor Bychkov                                           |          |
| Saut en longueur  | Eusebio Cáceres Luis Felipe Méliz                      |          |
| Lancer du poids   | Borja Vivas                                            |          |
| Lancer du disque  | Mario Pestano Frank Casañas                            |          |
| Lancer du marteau | Javier Cienfuegos                                      |          |
| 20 km marche      | Miguel Ángel López Paquillo Fernández Benjamín Sánchez |          |
| 50 km marche      | Jesús Ángel García Mikel Odriozola José Ignacio Díaz   |          |

| Épreuve           | Athlète(s)                                                 | Résultat |
| ----------------- | ---------------------------------------------------------- | -------- |
| 1 500 m           | Natalia Rodríguez Nuria Fernández Isabel Macías            |          |
| Marathon          | Alessandra Aguilar                                         |          |
| 100 m haies       | Josephine Onyia                                            |          |
| 3 000 m steeple   | Diana Martín                                               |          |
| Saut en hauteur   | Ruth Beitia                                                |          |
| Saut à la perche  | Anna Pinero                                                |          |
| Saut en longueur  | Concha Montaner                                            |          |
| Triple saut       | Patricia Sarrapio                                          |          |
| Lancer du javelot | Mercedes Chilla                                            |          |
| Lancer du marteau | Berta Castells                                             |          |
| 20 km marche      | Beatriz Pascual María José Poves María Vasco               |          |
| Relais 4 × 100 m  | Belén Recio Amparo Cotán Placida A. Martínez Estela García |          |

### Estonie
La Fédération estonienne d'athlétisme annonce le 15 août 2011 une liste de 9 athlètes sélectionnés pour les championnats du monde 2011.
| Épreuve           | Athlète(s)                | Résultat |
| ----------------- | ------------------------- | -------- |
| 100 m             | Marek Niit                |          |
| 200 m             | Marek Niit                |          |
| Lancer du disque  | Gerd Kanter Märt Israel   |          |
| Lancer du javelot | Mihkel Kukk               |          |
| Décathlon         | Mikk Pahapill Andres Raja |          |

| Épreuve         | Athlète(s)       | Résultat |
| --------------- | ---------------- | -------- |
| 400 m           | Maris Mägi       |          |
| Saut en hauteur | Anna Iljuštšenko |          |
| Heptathlon      | Grit Šadeiko     |          |

### États-Unis
La liste des sélectionnés américains est annoncée le 10 août 2011 à Indianapolis par l'USATF. Composée de 129 athlètes (66 hommes et 63 femmes), elle comprend notamment les champions du monde en titre individuels Allyson Felix, Sanya Richards-Ross, Christian Cantwell, Trey Hardee, Brittney Reese, Kerron Clement et LaShawn Merritt. La sélection s'est effectuée en grande partie lors des Championnats des États-Unis se déroulant du 23 au 26 juin 2011. Les 155 finalement retenus ne comprennent pas les athlètes suivants :
Debbie Dunn et Delilah DiCrescenzo, blessées et remplacées. Michael Rodgers, positif au test pour un stimulant : méthylhexaneamine. Jeremy Dodson après le retrait de son passeport pour vol d'identité.
| Épreuve           | Athlète(s)                                                                       | Résultat |
| ----------------- | -------------------------------------------------------------------------------- | -------- |
| 100 m             | Walter Dix Justin Gatlin Trell Kimmons                                           |          |
| 200 m             | Walter Dix Darvis Patton                                                         |          |
| 400 m             | Tony McQuay Greg Nixon Jamaal Torrance LaShawn Merritt                           |          |
| 800 m             | Nicholas Symmonds Khadevis Robinson Charles Jock                                 |          |
| 1 500 m           | Matthew Centrowitz Leonel Manzano Andrew Wheating                                |          |
| 5 000 m           | Bernard Lagat Chris Solinsky Galen Rupp                                          |          |
| 10 000 m          | Galen Rupp Matt Tegenkamp Scott Bauhs                                            |          |
| 110 m haies       | David Oliver Aries Merritt Jason Richardson                                      |          |
| 400 m haies       | Jeshua Anderson Bershawn Jackson Angelo Taylor Kerron Clement                    |          |
| 3 000 m steeple   | William Nelson Daniel Huling Benjamin Bruce                                      |          |
| 20 km marche      | Trevor Barron                                                                    |          |
| Marathon          | Nicholas Arciniaga Michael Morgan Sergio Reyes Jeffrey Eggleston Mike Sayenko    |          |
| Saut en hauteur   | Jesse Williams Dusty Jonas Erik Kynard                                           |          |
| Saut à la perche  | Derek Miles Jeremy Scott Mark Hollis                                             |          |
| Saut en longueur  | Marquise Goodwin William Claye Trevell Quinley Dwight Phillips                   |          |
| Triple saut       | Christian Taylor William Claye Walter Davis                                      |          |
| Lancer du poids   | Adam Nelson Christian Cantwell Reese Hoffa Ryan Whiting                          |          |
| Lancer du marteau | Kibwe Johnson Michael Mai                                                        |          |
| Lancer du javelot | Mike Hazle                                                                       |          |
| Lancer du disque  | Jarred Rome Jason Young Lance Brooks                                             |          |
| Décathlon         | Ashton Eaton Ryan Harlan Bryan Clay Trey Hardee                                  |          |
| Relais 4 × 100 m  | Walter Dix Justin Gatlin Trell Kimmons Ivory Williams Travis Padgett             |          |
| Relais 4 × 400 m  | Lashawn Merritt Tony McQuay Greg Nixon Jamaal Torrance Michael Berry Miles Smith |          |

| Épreuve           | Athlète(s)                                                                                        | Résultat |
| ----------------- | ------------------------------------------------------------------------------------------------- | -------- |
| 100 m             | Carmelita Jeter Marshevet Myers Miki Barber                                                       |          |
| 200 m             | Shalonda Solomon Carmelita Jeter Jeneba Tarmoh Allyson Felix                                      |          |
| 400 m             | Allyson Felix Francena McCorory Jessica Beard Sanya Richards-Ross                                 |          |
| 800 m             | Alysia Montano Maggie Vessey Alice Schmidt                                                        |          |
| 1 500 m           | Morgan Uceny Jennifer Simpson Shannon Rowbury                                                     |          |
| 5 000 m           | Molly Huddle Amy Hastings Lauren Fleshman                                                         |          |
| 10 000 m          | Shalane Flanagan Kara Goucher Jennifer Rhines                                                     |          |
| 100 m haies       | Kellie Wells Danielle Carruthers Dawn Harper                                                      |          |
| 400 m haies       | Lashinda Demus Queen Harrison Jasmine Chaney                                                      |          |
| 3 000 m steeple   | Emma Coburn Bridget Franek Stephanie Garcia                                                       |          |
| 20 km marche      | Maria Michta                                                                                      |          |
| Marathon          | Katherine Newberry Alissa McKaig Colleen DeRuck Tera Moody Zoila Gomez                            |          |
| Saut en hauteur   | Brigetta Barrett Inika McPherson                                                                  |          |
| Saut à la perche  | Kylie Hutson Jenn Suhr Lacy Janson                                                                |          |
| Saut en longueur  | Brittney Reese Janay DeLoach Funmi Jimoh Tori Polk                                                |          |
| Triple saut       | Amanda Smock                                                                                      |          |
| Lancer du poids   | Michelle Carter Jillian Camarena-Williams Sarah Stevens-Walker                                    |          |
| Lancer du marteau | Jessica Cosby Amber Campbell Jeneva McCall                                                        |          |
| Lancer du javelot | Kara Patterson Rachel Yurkovich                                                                   |          |
| Lancer du disque  | Stephanie Brown-Trafton Aretha Thurmond Gia Lewis-Smallwood                                       |          |
| Heptathlon        | Sharon Day Hyleas Fountain                                                                        |          |
| Relais 4 × 100 m  | Carmelita Jeter Marshevet Myers Mikele Barber LaShaunte’a Moore Alexandria Anderson Bianca Knight |          |
| Relais 4 × 400 m  | Sanya Richards-Ross Allyson Felix Francena McCorory Jessica Beard Natasha Hastings                |          |

### Éthiopie
Une première liste de 35 athlètes est annoncée par la Fédération éthiopienne d'athlétisme le 27 juillet 2011. Celle-ci comprend notamment le champion du monde en titre du 5 000 m et du 10 000 m Kenenisa Bekele.
| Épreuve         | Athlète(s)                                                              | Résultat |
| --------------- | ----------------------------------------------------------------------- | -------- |
| 800 m           | Mohammed Aman                                                           |          |
| 1 500 m         | Mekonnen Gebremedhin Deresse Mekonnen Zebene Alemayehu                  |          |
| 5 000 m         | Dejen Gebremeskel Tariku Bekele Abera Kuma Yenew Alamirew               |          |
| 10 000 m        | Imane Merga Sileshi Sihine (forfait) Ibrahim Jeilan Kenenisa Bekele     |          |
| Marathon        | Gebre Gebremariam Feyisa Lilesa Eshetu Wendimu Chala Dechase Bazu Worku |          |
| 3 000 m steeple | Roba Gari                                                               |          |

| Épreuve         | Athlète(s)                                                           | Résultat |
| --------------- | -------------------------------------------------------------------- | -------- |
| 1 500 m         | Kalkidan Gezahegne Meskerem Assefa Gelete Burka                      |          |
| 5 000 m         | Meseret Defar Sentayehu Ejigu Genzebe Dibaba                         |          |
| 10 000 m        | Meselech Melkamu Belaynesh Oljira Tigist Kiros                       |          |
| Marathon        | Aselefech Mergia Bezunesh Bekele Atsede Baysa Aberu Kebede Dire Tune |          |
| 3 000 m steeple | Sofia Assefa Birtukan Adamu Birtukan Fente                           |          |

## F

### îles Fidji
Un seul athlète masculin : Leslie Copeland au javelot.

### Finlande
La délégation finlandaise comprend 13 athlètes, dont le champion du monde de lancer du javelot 2007, Tero Pitkämäki.
| Épreuve           | Athlète(s)                              | Résultat |
| ----------------- | --------------------------------------- | -------- |
| 200 m             | Jonathan Åstrand                        |          |
| 3 000 m steeple   | Jukka Keskisalo                         |          |
| 50 km marche      | Antti Kempas Jarkko Kinnunen            |          |
| Saut en hauteur   | Osku Torro                              |          |
| Saut à la perche  | Jere Bergius                            |          |
| Lancer du marteau | Olli-Pekka Karjalainen                  |          |
| Lancer du javelot | Sampo Lehtola Ari Mannio Tero Pitkämäki |          |

| Épreuve           | Athlète(s)      | Résultat |
| ----------------- | --------------- | -------- |
| 3 000 m steeple   | Sandra Eriksson |          |
| Saut à la perche  | Minna Nikkanen  |          |
| Lancer du marteau | Merja Korpela   |          |

### France
La sélection française, annoncée le 13 août 2011 par la FFA, comprend 45 athlètes (26 en individuels et 19 autres au titre des relais). Teddy Tamgho, Ladji Doucouré et Garfield Darien, et Leslie Djhone sont forfaits sur blessure. Le même jour, à Lausanne, Salim Sdiri réalise les minima pour Daegu (8,27 m), rejoignant par conséquent la première liste d'athlètes. Martial Mbandjock, blessé, est remplacé par Ronald Pognon
| Épreuve          | Athlète(s)                                                                                       | Résultat                                    |
| ---------------- | ------------------------------------------------------------------------------------------------ | ------------------------------------------- |
| 100 m            | Christophe Lemaitre Jimmy Vicaut                                                                 |                                             |
| 200 m            | Christophe Lemaitre                                                                              | 3e place en 19s 80 (record de France battu) |
| 1 500 m          | Florian Carvalho Mehdi Baala Yoann Kowal                                                         |                                             |
| 110 m haies      | Dimitri Bascou                                                                                   |                                             |
| 3 000 m steeple  | Mahiedine Mekhissi Bouabdellah Tahri Vincent Zouaoui-Dandrieux                                   |                                             |
| Saut en longueur | Salim Sdiri                                                                                      |                                             |
| Saut à la perche | Renaud Lavillenie Romain Mesnil Jérôme Clavier                                                   |                                             |
| Triple saut      | Benjamin Compaoré                                                                                |                                             |
| 50 km marche     | Yohan Diniz Bertrand Moulinet Cédric Houssaye                                                    |                                             |
| Décathlon        | Romain Barras                                                                                    |                                             |
| Relais 4 × 100 m | Christophe Lemaitre Jimmy Vicaut Emmanuel Biron Yannick Lesourd Ronald Pognon Teddy Tinmar       |                                             |
| Relais 4 × 400 m | Yoann Décimus Nicolas Fillon Yannick Fonsat Mamoudou Hanne Pierre-Alexis Pessonneaux Teddy Venel |                                             |

| Épreuve           | Athlète(s)                                                                                       | Résultat |
| ----------------- | ------------------------------------------------------------------------------------------------ | -------- |
| 100 m             | Véronique Mang Myriam Soumaré                                                                    |          |
| 200 m             | Myriam Soumaré                                                                                   |          |
| 10 000 m          | Christelle Daunay                                                                                |          |
| 100 m haies       | Cindy Billaud Sandra Gomis                                                                       |          |
| Saut en hauteur   | Melanie Melfort                                                                                  |          |
| Saut en longueur  | Éloyse Lesueur                                                                                   |          |
| Lancer du marteau | Stéphanie Falzon                                                                                 |          |
| Heptathlon        | Antoinette Nana Djimou                                                                           |          |
| Relais 4 × 100 m  | Céline Distel Ayodele Ikuesan Lina Jacques-Sébastien Carima Louami Véronique Mang Myriam Soumaré |          |
| Relais 4 × 400 m  | Phara Anarchasis Elea Mariama Diarra Marie Gayot Floria Guei Muriel Hurtis                       |          |

## G

### Gabon
| Épreuve | Athlète(s)         | Résultat |
| ------- | ------------------ | -------- |
| 5 000 m | Christian Ngningba |          |

| Épreuve | Athlète(s)        | Résultat |
| ------- | ----------------- | -------- |
| 100 m   | Ruddy Zang Milama |          |

### Gambie
| Épreuve | Athlète(s)      | Résultat |
| ------- | --------------- | -------- |
| 100 m   | Suwaibou Sanneh |          |

| Épreuve | Athlète(s)    | Résultat |
| ------- | ------------- | -------- |
| 200 m   | Fanny Shonobi |          |

### Ghana
| Épreuve          | Athlète(s)                                                                            | Résultat |
| ---------------- | ------------------------------------------------------------------------------------- | -------- |
| 100 m            | Aziz Zakari                                                                           |          |
| Saut en longueur | Ignisious Gaisah                                                                      |          |
| Relais 4 × 100 m | Aziz Zakari Timothy Kwasi Abeyie Ashhad Agyapong Shepherd Agbeko Emmanuel Appiah Kubi |          |

| Épreuve    | Athlète(s)       | Résultat |
| ---------- | ---------------- | -------- |
| Heptathlon | Margaret Simpson |          |

### Gibraltar
Richard Blagg sur 800 mètres, représente Gibraltar.

### Grèce
Douze athlètes (7 hommes et 5 femmes) figurent dans la sélection grecque.
| Épreuve           | Athlète(s)                                  | Résultat |
| ----------------- | ------------------------------------------- | -------- |
| 110 m haies       | Konstadínos Douvalídis                      |          |
| Saut en longueur  | Loúis Tsátoumas                             |          |
| Saut en hauteur   | Dimítrios Hondrokoúkis Konstadínos Baniótis |          |
| Saut à la perche  | Konstadínos Filippídis                      |          |
| Lancer du javelot | Yervásios Filippídis Spirídon Lebésis       |          |

| Épreuve           | Athlète(s)                        | Résultat |
| ----------------- | --------------------------------- | -------- |
| 3 000 m steeple   | Iríni Kokkinaríou                 |          |
| Triple saut       | Paraskeví Papahrístou Níki Panéta |          |
| Saut à la perche  | Nikoléta Kiriakopoúlou            |          |
| Lancer du marteau | Alexándra Papayeoryíou            |          |

### Grenade
Trois athlètes figurent dans la délégation de Grenade, dont Kirani James et Rondell Bartholomew, auteurs des deux meilleurs temps des engagés sur 400 m.
| Épreuve | Athlète(s)                       | Résultat |
| ------- | -------------------------------- | -------- |
| 400 m   | Kirani James Rondell Bartholomew |          |

| Épreuve | Athlète(s)     | Résultat |
| ------- | -------------- | -------- |
| 200 m   | Janell Redhead |          |

### Guam
Guam qui n'avait pas participé à Berlin est représentée par deux athlètes : Derek Mandell sur 800 m et Pollara Cobb sur 100 m.

### Guatemala
| Épreuve      | Athlète(s)     | Résultat |
| ------------ | -------------- | -------- |
| 20 km marche | Erick Barrondo |          |

| Épreuve      | Athlète(s)  | Résultat |
| ------------ | ----------- | -------- |
| 20 km marche | Jamy Franco |          |

### Guinée
| Épreuve | Athlète(s)      | Résultat |
| ------- | --------------- | -------- |
| 400 m   | Kerfalla Camara |          |

| Épreuve | Athlète(s)    | Résultat |
| ------- | ------------- | -------- |
| 100 m   | Youlia Camara |          |

### Guinée-Bissau
| Épreuve | Athlète(s)      | Résultat |
| ------- | --------------- | -------- |
| 200 m   | Holder Da Silva |          |

| Épreuve | Athlète(s)       | Résultat |
| ------- | ---------------- | -------- |
| 400 m   | Graciela Martins |          |

### Guinée équatoriale
| Épreuve | Athlète(s)          | Résultat |
| ------- | ------------------- | -------- |
| 100 m   | Antimo Oyono Nchama |          |

| Épreuve | Athlète(s)     | Résultat |
| ------- | -------------- | -------- |
| 100 m   | Beatriz Mangue |          |

### Guyana
Aliann Pompey sur 400 mètres, est l'unique représentante du Guyana.

## H

### Haïti
Hommes
| Épreuve     | Athlète(s)    | Résultat |
| ----------- | ------------- | -------- |
| 200 m       | Roudy Monrose |          |
| 800 m       | Moise Joseph  |          |
| Triple saut | Samyr Laine   |          |

### Honduras
| Épreuve | Athlète(s)       | Résultat |
| ------- | ---------------- | -------- |
| 200 m   | Rolando Palacios |          |

| Épreuve     | Athlète(s)      | Résultat |
| ----------- | --------------- | -------- |
| 100 m haies | Jeimy Bernárdez |          |

### Hong Kong
| Épreuve | Athlète(s)  | Résultat |
| ------- | ----------- | -------- |
| 100 m   | Chi Ho Tsui |          |

| Épreuve     | Athlète(s)   | Résultat |
| ----------- | ------------ | -------- |
| 100 m haies | Pak Yan Poon |          |

### Hongrie
La délégation hongroise est composée de 14 athlètes.
| Épreuve           | Athlète(s)                    | Résultat |
| ----------------- | ----------------------------- | -------- |
| 800 m             | Tamás Kazi                    |          |
| 3 000 m steeple   | Albert Minczér                |          |
| 110 m haies       | Balázs Kiss Balázs Baji       |          |
| Lancer du poids   | Lajos Kürthy                  |          |
| Lancer du disque  | Róbert Fazekas Zoltán Kövágó  |          |
| Lancer du marteau | Krisztián Pars Kristóf Németh |          |

| Épreuve           | Athlète(s)        | Résultat |
| ----------------- | ----------------- | -------- |
| 10 000 m          | Krisztina Papp    |          |
| Lancer du poids   | Anita Márton      |          |
| Lancer du marteau | Éva Orbán         |          |
| Heptathlon        | Györgyi Farkas    |          |
| 20 km marche      | Viktória Madarász |          |

## I

### Inde
| Épreuve          | Athlète(s)                                 | Résultat |
| ---------------- | ------------------------------------------ | -------- |
| 20 km marche     | Babubhai Kesharabhai Panucha Gurmeet Singh |          |
| Triple saut      | Renjith Maheshwary                         |          |
| Lancer du poids  | Om Prakash Singh                           |          |
| Lancer du disque | Vikas Gowda                                |          |

| Épreuve          | Athlète(s)     | Résultat |
| ---------------- | -------------- | -------- |
| 800 m            | Tintu Luka     |          |
| Saut en longueur | Mayookha Johny |          |
| Triple saut      | Mayookha Johny |          |
| Lancer du disque | Harwant Kaur   |          |

### Indonésie
| Épreuve | Athlète(s)     | Résultat |
| ------- | -------------- | -------- |
| 100 m   | Mohamed Fadlin |          |

| Épreuve     | Athlète(s)    | Résultat |
| ----------- | ------------- | -------- |
| 100 m haies | Dedeh Erawati |          |

### Irak
La délégation irakienne compte deux athlètes : Adnan Taess Akkar chez les hommes, sur 800 mètres, et Alaa Hikmat al-Qaysi chez les femmes, sur 400 mètres.

### Iran
| Épreuve           | Athlète(s)                   | Résultat |
| ----------------- | ---------------------------- | -------- |
| 800 m             | Sajjad Moradi                |          |
| Lancer du poids   | Amin Nikfar                  |          |
| Lancer du marteau | Kaveh Mousavi                |          |
| Lancer du disque  | Ehsan Hadadi Mohammad Samimi |          |
| Décathlon         | Hadi Sepehrzad               |          |

| Épreuve | Athlète(s)    | Résultat |
| ------- | ------------- | -------- |
| 200 m   | Mariyam Toosi |          |

### Irlande
Dix-sept athlètes figurent dans la sélection irlandaise en vue des Championnats du monde de Daegu. Celle-ci comprend notamment la marcheuse Olive Loughnane, médaillée d'argent sur 20 km lors de l'édition 2009.
| Épreuve      | Athlète(s)        | Résultat |
| ------------ | ----------------- | -------- |
| 100 m        | Jason Smyth       |          |
| 200 m        | Paul Hession      |          |
| 1 500 m      | Ciaran O'Lionaird |          |
| 5 000 m      | Alistair Cragg    |          |
| 20 km marche | Robert Heffernan  |          |
| 50 km marche | Colin Griffin     |          |

| Épreuve          | Athlète(s)                                                                       | Résultat |
| ---------------- | -------------------------------------------------------------------------------- | -------- |
| 400 m            | Joanne Cuddihy                                                                   |          |
| 100 m haies      | Derval O'Rourke                                                                  |          |
| 3 000 m steeple  | Fionnuala Britton Stephanie O’Reilly                                             |          |
| Saut en hauteur  | Deirdre Ryan                                                                     |          |
| Saut à la perche | Tori Pena                                                                        |          |
| 20 km marche     | Olive Loughnane                                                                  |          |
| Relais 4 × 400 m | Joanne Cuddihy Marian Andrews-Heffernan Claire Bergin Michelle Carey Jessie Barr |          |

### Islande
Kristinn Torfason au saut en longueur masculin, et Ásdís Hjálmsdóttir au lancer du javelot féminin, portent les couleurs de l'Islande à Daegu.

### Israël
| Épreuve         | Athlète(s)     | Résultat |
| --------------- | -------------- | -------- |
| Saut en hauteur | Dmitry Kroyter |          |
| Marathon        | Zohar Zimro    |          |

| Épreuve          | Athlète(s)       | Résultat |
| ---------------- | ---------------- | -------- |
| Saut à la perche | Jillian Schwartz |          |
| Saut en hauteur  | Danielle Frenkel |          |

### Italie
La Fédération italienne d'athlétisme dévoile le 2 août 2011 la liste des 33 sélectionnés italiens pour Daegu. Elle comprend notamment le champion du monde en titre du 50 km marche Alex Schwazer ainsi que les championnes d'Europe en titre Antonietta Di Martino (saut en hauteur) et Simona La Mantia (triple saut). Trois autres athlètes figurant dans la sélection auraient pu encore réaliser les minimas avant le 15 août : Giuseppe Gibilisco au saut à la perche (seulement 5,40 le 15 août, il n'est pas retenu), Elisa Cusma sur 800 m (elle est écartée en espérant qu'elle puisse se qualifier pour les Jeux de Londres) et Silvia Weissteiner sur 5 000 m (non retenue). C'est la plus petite équipe italienne ayant jamais participé aux Championnats du monde (sans aucun sprinteur inscrit en individuel, autre nouveauté, sauf Marta Milani sur 400 m), surtout si on tient compte des remplaçants des relais.
| Épreuve           | Athlète(s)                                                                                    | Résultat |
| ----------------- | --------------------------------------------------------------------------------------------- | -------- |
| 5 000 m           | Daniele Meucci                                                                                |          |
| 10 000 m          | Daniele Meucci                                                                                |          |
| Marathon          | Ruggero Pertile                                                                               |          |
| 110 m haies       | Emanuele Abate                                                                                |          |
| Saut en hauteur   | Silvano Chesani                                                                               |          |
| Triple saut       | Fabrizio Donato Fabrizio Schembri                                                             |          |
| Lancer du marteau | Nicola Vizzoni                                                                                |          |
| 20 km marche      | Giorgio Rubino Alex Schwazer                                                                  |          |
| 50 km marche      | Marco De Luca Jean-Jacques Nkouloukidi                                                        |          |
| Relais 4 × 100 m  | Michael Tumi Fabio Cerutti Simone Collio Emanuele Di Gregorio Matteo Galvan Jacques Riparelli |          |

| Épreuve           | Athlète(s)                                                                                    | Résultat |
| ----------------- | --------------------------------------------------------------------------------------------- | -------- |
| 400 m             | Marta Milani                                                                                  |          |
| 100 m haies       | Marzia Caravelli                                                                              |          |
| 400 m haies       | Manuela Gentili                                                                               |          |
| Saut en hauteur   | Antonietta Di Martino Raffaella Lamera                                                        |          |
| Saut à la perche  | Anna Giordano Bruno                                                                           |          |
| Triple saut       | Simona La Mantia                                                                              |          |
| 20 km marche      | Elisa Rigaudo                                                                                 |          |
| Lancer du poids   | Chiara Rosa                                                                                   |          |
| Lancer du marteau | Silvia Salis                                                                                  |          |
| Lancer du javelot | Zahra Bani                                                                                    |          |
| Heptathlon        | Francesca Doveri                                                                              |          |
| Relais 4 × 400 m  | Marta Milani Manuela Gentili Chiara Bazzoni Elena Bonfanti Libania Grenot Maria Enrica Spacca |          |

## J

### Jamaïque
L'équipe jamaïcaine, annoncée le 16 août 2011 par la Jamaica Athletics Administrative Association, est représentée par 51 athlètes. la délégation comprend notamment les champions du monde en titre Usain Bolt, Melaine Walker, Shelly-Ann Fraser-Price, et Brigitte Foster-Hylton. Contrôle positif lors des championnats de Jamaïque, Steve Mullings est écarté de la sélection. En 2009, 46 athlètes jamaïcains étaient à Berlin.
| Épreuve          | Athlète(s)                                                                       | Résultat |
| ---------------- | -------------------------------------------------------------------------------- | -------- |
| 100 m            | Usain Bolt Nesta Carter Michael Frater Yohan Blake                               |          |
| 200 m            | Usain Bolt Nickel Ashmeade Marvin Anderson Mario Forsythe                        |          |
| 400 m            | Jermaine Gonzales Riker Hylton Lansford Spence                                   |          |
| 110 m haies      | Dwight Thomas Andrew Riley Richard Phillips                                      |          |
| 400 m haies      | Isa Phillips Leford Green Josef Robertson                                        |          |
| Saut en longueur | Damar Forbes                                                                     |          |
| Triple saut      | Wilbert Walker                                                                   |          |
| Lancer du poids  | Dorian Scott                                                                     |          |
| Lancer du disque | Jason Morgan                                                                     |          |
| Décathlon        | Maurice Smith                                                                    |          |
| Relais 4 × 100 m | Usain Bolt Asafa Powell Michael Frater Yohan Blake Nickel Ashmeade Dexter Lee    |          |
| Relais 4 × 400 m | Mario Forsythe Jermaine Gonzales Riker Hylton Allodin Fothergill DeWayne Barrett |          |

| Épreuve          | Athlète(s) | Résultat |
| ---------------- | --- | -------- |
| 100 m            | Shelly-Ann Fraser-Price Veronica Campbell-Brown Kerron Stewart Sherone Simpson                                 |          |
| 200 m            | Veronica Campbell-Brown Sherone Simpson Kerron Stewart                                                         |          |
| 400 m            | Novlene Williams-Mills Rosemarie Whyte Shericka Williams                                                       |          |
| 800 m            | Kenia Sinclair                                                                                                 |          |
| 1 500 m          | Kenia Sinclair                                                                                                 |          |
| 100 m haies      | Brigitte Foster-Hylton Vonette Dixon Indira Spence                                                             |          |
| 400 m haies      | Melaine Walker Kaliese Spencer Ristananna Tracey Nickiesha Wilson                                              |          |
| 3 000 m steeple  | Korene Hinds Mardrea Hyman                                                                                     |          |
| Saut en longueur | Jovanee Jarrett                                                                                                |          |
| Triple saut      | Kimberly Williams                                                                                              |          |
| Relais 4 × 100 m | Shelly-Ann Fraser-Price Veronica Campbell-Brown Kerron Stewart Sherone Simpson Schillonie Calvert Aleen Bailey |          |
| Relais 4 × 400 m | Novlene Williams-Mills Rosemarie Whyte Shericka Williams Davita Prendergast Patricia Hall Shereefa Lloyd       |          |

### Japon
Une première liste de 50 athlètes est annoncée le 13 juillet 2011  par la Fédération japonaise d'athlétisme à l'issue des Championnats d'Asie d'athlétisme 2011. La liste définitive sera de 52 athlètes (moins 5 par rapport à 2009).
| Épreuve           | Athlète(s)                                                                      | Résultat |
| ----------------- | ------------------------------------------------------------------------------- | -------- |
| 200 m             | Shinji Takahira Hitoshi Saito Yuichi Kobayashi                                  |          |
| 400 m             | Yūzō Kanemaru                                                                   |          |
| Relais            | Masashi Eriguchi Sota Kawatsura Hideyuki Hirose Yusuke Ishitsuka Kei Takase     |          |
| 800 m             | Masato Yokota                                                                   |          |
| 5 000 m           | Kazuya Watanabe                                                                 |          |
| 10 000 m          | Yuki Sato                                                                       |          |
| 400 m haies       | Takayuki Kishimoto Yuta Imazeki Takatoshi Abe                                   |          |
| Saut à la perche  | Daichi Sawano                                                                   |          |
| Lancer du marteau | Koji Murofushi                                                                  |          |
| Lancer du javelot | Yukifumi Murakami                                                               |          |
| Décathlon         | Keisuke Ushiro                                                                  |          |
| Marathon          | Yukihiro Kitaoka Yuki Kawauchi Hiroyuki Horibata Yoshinori Oda Kentaro Nakamoto |          |
| 20 km marche      | Yusuke Suzuki                                                                   |          |
| 50 km marche      | Kōichirō Morioka Takayuki Tanii Hirooki Arai                                    |          |

| Épreuve           | Athlète(s)                                                    | Résultat |
| ----------------- | ------------------------------------------------------------- | -------- |
| 100 m             | Chisato Fukushima                                             |          |
| 200 m             | Chisato Fukushima                                             |          |
| Relais            | Kana Ichikawa Nao Okabe Momoko Takahashi Saori Imai           |          |
| 5 000 m           | Megumi Kinukawa Hitomi Niiya                                  |          |
| 10 000 m          | Kayo Sugihara Hikari Yoshimoto                                |          |
| 3 000 m steeple   | Minori Hayakari                                               |          |
| 400 m haies       | Satomi Kubokura                                               |          |
| Lancer du marteau | Aya Masumi                                                    |          |
| Lancer du javelot | Yuki Ebihara Risa Miyashita                                   |          |
| Marathon          | Yoshimi Ozaki Yukiko Akaba Remi Nakazato Azusa Nojiri Mai Ito |          |
| 20 km marche      | Kumi Otoshi Masumi Fuchise Mayumi Kawasaki                    |          |

## K

### Kazakhstan
| Épreuve     | Athlète(s)     | Résultat |
| ----------- | -------------- | -------- |
| Triple saut | Yevgeniy Ektov |          |
| Décathlon   | Dmitriy Karpov |          |

| Épreuve          | Athlète(s) | Résultat |
| ---------------- | --- | -------- |
| 100 m            | Olga Bludova                                                                                                  |          |
| 200 m            | Viktoriya Zyabkina                                                                                            |          |
| 400 m            | Marina Maslenko Olga Tereshkova                                                                               |          |
| 800 m            | Margarita Matsko Viktoriya Yalovtseva                                                                         |          |
| 100 m haies      | Natalya Ivoninskaya Anastasiya Soprunova                                                                      |          |
| Triple saut      | Olga Rypakova Irina Ektova                                                                                    |          |
| Saut en hauteur  | Marina Aitova                                                                                                 |          |
| Relais 4 × 400 m | Marina Maslenko Olga Tereshkova Margarita Matsko Viktoriya Yalovtseva Tatyana Khadjimuradova Alexandra Kuzina |          |

### Kenya
La sélection kényane est annoncée le 17 juillet 2011 à l'issue des Championnats du Kenya de Nairobi tenus 14 au 16 juillet 2011. La liste comprend notamment Linet Masai, Vivian Cheruiyot et Ezekiel Kemboi, champions du monde en titre, ainsi que David Rudisha.
| Épreuve          | Athlète(s)                                                                                          | Résultat |
| ---------------- | --------------------------------------------------------------------------------------------------- | -------- |
| 800 m            | David Rudisha Jackson Kivuva Alfred Yego                                                            |          |
| 1 500 m          | Silas Kiplagat Asbel Kiprop Nixon Chepseba                                                          |          |
| 5 000 m          | Isiah Koech Thomas Longosiwa Eliud Kipchoge                                                         |          |
| 10 000 m         | Peter Kirui Paul Tanui Martin Irungu Mathathi                                                       |          |
| Marathon         | Eliud Kiptanui Abel Kirui Vincent Kipruto Benjamin Kiptoo David Barmasai                            |          |
| 400 m haies      | Vincent Kiplagat                                                                                    |          |
| 3 000 m steeple  | Brimin Kipruto Richard Mateelong Abraham Chirchir Ezekiel Kemboi                                    |          |
| 20 km marche     | David Kimutai Rotich Josphat Sirma                                                                  |          |
| Relais 4 × 400 m | Anderson Mureta Mark Mutai Vincent Mumo Vincent Kiplagat Jackson Kivuva Julius Kirwa Jonathan Kibet |          |

| Épreuve         | Athlète(s)                                                              | Résultat                                                           |
| --------------- | ----------------------------------------------------------------------- | ------------------------------------------------------------------ |
| 800 m           | Janeth Jepkosgei Eunice Sum Jerono Koech                                |                                                                    |
| 1 500 m         | Hellen Obiri Nancy Langat Viola Kibiwott                                |                                                                    |
| 5 000 m         | Vivian Cheruiyot Linet Masai Sylvia Kibet Mercy Cherono                 |                                                                    |
| 10 000 m        | Vivian Cheruiyot Linet Masai Sally Kipyego Priscah Jepleting            | Médaille d'or · Médaille de bronze · Médaille d'argent · 4e place  |
| 3 000 m steeple | Milcah Cheywa Lydiah Rotich Mercy Njoroge                               |                                                                    |
| 20 km marche    | Grace Wanjiru Emily Ngii                                                |                                                                    |
| Marathon        | Edna Kiplagat Priscah Jeptoo Sharon Cherop Irene Kosgei Caroline Rotich | Médaille d'or · Médaille d'argent · Médaille de bronze · 13e · 29e |

### Kirghizistan
| Épreuve | Athlète(s)   | Résultat |
| ------- | ------------ | -------- |
| 100 m   | Dmitrii Ilin |          |

| Épreuve | Athlète(s)          | Résultat |
| ------- | ------------------- | -------- |
| 5 000 m | Viktoriia Poliudina |          |

### Kiribati
Les Kiribati sont représentées par deux athlètes sur 100 mètres : un homme, George Pine, et une jeune fille, Kabotaake Romeri, la plus jeune athlète des Championnats (16 ans). Seul le premier a un temps enregistré par l'IAAF sur 100 mètres, avec 11 s 28.

### Koweït
Mohammad al-Azemi représente le Koweït sur 800 mètres.

## L

### Laos
| Épreuve | Athlète(s)           | Résultat |
| ------- | -------------------- | -------- |
| 100 m   | Kitavanah Kountavong |          |

| Épreuve | Athlète(s)         | Résultat |
| ------- | ------------------ | -------- |
| 100 m   | Boudsadee Vongdala |          |

### Lesotho
| Épreuve | Athlète(s)    | Résultat |
| ------- | ------------- | -------- |
| 200 m   | Mosito Lehata |          |

| Épreuve  | Athlète(s)        | Résultat |
| -------- | ----------------- | -------- |
| Marathon | Moleboheng Mafata |          |

### Lettonie
| Épreuve           | Athlète(s)                                       | Résultat |
| ----------------- | ------------------------------------------------ | -------- |
| 100 m             | Ronalds Arajs                                    |          |
| 1 500 m           | Dmitrijs Jurkevics                               |          |
| Lancer du poids   | Māris Urtāns                                     |          |
| Lancer du javelot | Zigismunds Sirmais Vadims Vasiļevskis Ēriks Rags |          |
| Lancer du marteau | Igors Sokolovs                                   |          |
| 50 km marche      | Igors Kazakevics                                 |          |
| Décathlon         | Edgars Eriņš                                     |          |

| Épreuve           | Athlète(s)                     | Résultat |
| ----------------- | ------------------------------ | -------- |
| Saut en longueur  | Ineta Radeviča Lauma Griva     |          |
| Lancer du javelot | Madara Palameika Sinta Ozoliņa |          |
| 20 km marche      | Agnese Pastare                 |          |
| Heptathlon        | Aiga Grabuste                  |          |

### Liban
Le Liban n'a envoyé qu'un athlète, Ahmad Hazer concourant dans l'épreuve de 110 m haies.

### Libéria
| Épreuve | Athlète(s)   | Résultat |
| ------- | ------------ | -------- |
| 100 m   | Bledee Jarry |          |

| Épreuve | Athlète(s)       | Résultat |
| ------- | ---------------- | -------- |
| 100 m   | Phobay Kutu-Akoi |          |

### Lituanie
L'équipe de Lituanie, conduite par le double champion du monde Virgilijus Alekna, comprend 15 athlètes.
| Épreuve          | Athlète(s)         | Résultat |
| ---------------- | ------------------ | -------- |
| 100 m            | Rytis Sakalauskas  |          |
| 50 km marche     | Tadas Šuškevičius  |          |
| Saut en longueur | Povilas Mykolaitis |          |
| Saut en hauteur  | Raivydas Stanys    |          |
| Lancer du disque | Virgilijus Alekna  |          |
| Décathlon        | Darius Draudvila   |          |

| Épreuve           | Athlète(s)                                                       | Résultat |
| ----------------- | ---------------------------------------------------------------- | -------- |
| 800 m             | Eglė Balčiūnaitė                                                 |          |
| Marathon          | Diana Lobačevskė                                                 |          |
| 100 m haies       | Sonata Tamošaitytė                                               |          |
| 20 km marche      | Neringa Aidietytė Kristina Saltanovič Brigita Virbalytė-Dimšienė |          |
| Lancer du disque  | Zinaida Sendriūtė                                                |          |
| Lancer du javelot | Indrė Jakubaitytė                                                |          |
| Heptathlon        | Austra Skujytė                                                   |          |

## M

### Macao
Hommes
| Épreuve     | Athlète(s)   | Résultat |
| ----------- | ------------ | -------- |
| 110 m haies | Kim Fai Iong |          |

### Macédoine
Femmes
| Épreuve | Athlète(s)    | Résultat |
| ------- | ------------- | -------- |
| 100 m   | Ivana Rožhman |          |

### Madagascar
Femmes
| Épreuve     | Athlète(s)                | Résultat |
| ----------- | ------------------------- | -------- |
| 400 m haies | Hanitrasoa Olga Razanamal |          |

### Malaisie
| Épreuve | Athlète(s)                 | Résultat |
| ------- | -------------------------- | -------- |
| 100 m   | Mohammad Noor Imran A Hadi |          |

| Épreuve | Athlète(s)                   | Résultat |
| ------- | ---------------------------- | -------- |
| 100 m   | Norjannah Hafiszah Jamaludin |          |

### Malawi
| Épreuve  | Athlète(s)  | Résultat |
| -------- | ----------- | -------- |
| Marathon | Mike Tebulo |          |

| Épreuve | Athlète(s)        | Résultat |
| ------- | ----------------- | -------- |
| 400 m   | Ambwene Simukonda |          |

### Maldives
| Épreuve | Athlète(s)     | Résultat |
| ------- | -------------- | -------- |
| 800 m   | Shifaz Mohamed |          |

| Épreuve | Athlète(s) | Résultat |
| ------- | ---------- | -------- |
| 200 m   | Afa Ismail |          |

### Mali
| Épreuve | Athlète(s)    | Résultat |
| ------- | ------------- | -------- |
| 800 m   | Moussa Camara |          |

| Épreuve | Athlète(s)     | Résultat |
| ------- | -------------- | -------- |
| 100 m   | Djénébou Danté |          |

### Malte
| Épreuve | Athlète(s)    | Résultat |
| ------- | ------------- | -------- |
| 100 m   | Karl Farrugia |          |

| Épreuve | Athlète(s) | Résultat |
| ------- | ---------- | -------- |
| 100 m   | Diane Borg |          |

### Îles Mariannes du Nord
| Épreuve | Athlète(s)            | Résultat |
| ------- | --------------------- | -------- |
| 100 m   | Orrin Ogumoro Pharmin |          |

| Épreuve | Athlète(s)     | Résultat |
| ------- | -------------- | -------- |
| 100 m   | Yvonne Bennett |          |

### Maroc
| Épreuve          | Athlète(s)                                                                 | Résultat |
| ---------------- | -------------------------------------------------------------------------- | -------- |
| 100 m            | Aziz Ouhadi                                                                |          |
| 200 m            | Aziz Ouhadi                                                                |          |
| 800 m            | Mouhcine El Amine                                                          |          |
| 1 500 m          | Amine Laâlou Abdelati Iguider Mohamed Moustaoui                            |          |
| 5 000 m          | Hicham Sigueni                                                             |          |
| 3 000 m steeple  | Abdelkader Hachlaf Hamid Ezzine                                            |          |
| Marathon         | Abderrahim Goumri Rachid Kisri Adil Nani Ahmed Beday Abderrahim Bouramdane |          |
| Saut en longueur | Yahya Berrabah                                                             |          |

| Épreuve         | Athlète(s)                            | Résultat |
| --------------- | ------------------------------------- | -------- |
| 800 m           | Halima Hachlaf Malika El Akkaoui      |          |
| 1 500 m         | Btissam Lakhouad Siham Hilali         |          |
| 3 000 m steeple | Hannan Ouhaddou Salima El Ouali Alami |          |

### Îles Marshall
Hommes
| Épreuve | Athlète(s)  | Résultat |
| ------- | ----------- | -------- |
| 100 m   | Roman Cress |          |

### Maurice
| Épreuve     | Athlète(s)              | Résultat |
| ----------- | ----------------------- | -------- |
| 400 m haies | Jean Antonio Vieillesse |          |

| Épreuve | Athlète(s)        | Résultat |
| ------- | ----------------- | -------- |
| 200 m   | Mary Jane Vincent |          |

### Mauritanie
| Épreuve | Athlète(s)                 | Résultat |
| ------- | -------------------------- | -------- |
| 100 m   | Mohamed Ghassem Ahmed Tale |          |

| Épreuve | Athlète(s)     | Résultat |
| ------- | -------------- | -------- |
| 100 m   | Bounkou Camara |          |

### Mexique
La sélection mexicaine passe de 18 athlètes présents à Berlin à 10, dont une seule féminine, à Daegu.
| Épreuve          | Athlète(s)                                                       | Résultat |
| ---------------- | ---------------------------------------------------------------- | -------- |
| 10 000 m         | Juan Carlos Romero Bernal                                        |          |
| 20 km marche     | Eder Sánchez Horacio Nava Diego Flores Hinojosa                  |          |
| 50 km marche     | Omar Zepeda León José Leyvar Ojeda Blas Edgar Hernández Martínez |          |
| Saut en hauteur  | Edgar Rivera Morales                                             |          |
| Saut à la perche | Giovanni Lanaro                                                  |          |

| Épreuve      | Athlète(s)              | Résultat |
| ------------ | ----------------------- | -------- |
| 20 km marche | María Guadalupe Sánchez |          |

### Micronésie
| Épreuve | Athlète(s)  | Résultat |
| ------- | ----------- | -------- |
| 100 m   | John Howard |          |

| Épreuve | Athlète(s)      | Résultat |
| ------- | --------------- | -------- |
| 100 m   | Mihter Wendolin |          |

### Mongolie
| Épreuve  | Athlète(s)       | Résultat |
| -------- | ---------------- | -------- |
| Marathon | Ser-Od Bat-Ochir |          |

| Épreuve  | Athlète(s)                | Résultat |
| -------- | ------------------------- | -------- |
| Marathon | Luvsanlkhundeg Otgonbayar |          |

### Monténégro
| Épreuve | Athlète(s) | Résultat |
| ------- | ---------- | -------- |
| 200 m   | Luka Rakic |          |

| Épreuve         | Athlète(s)     | Résultat |
| --------------- | -------------- | -------- |
| Saut en hauteur | Marija Vukovic |          |

### Moldavie
| Épreuve         | Athlète(s)    | Résultat |
| --------------- | ------------- | -------- |
| 3 000 m steeple | Ion Luchianov |          |

| Épreuve           | Athlète(s)                        | Résultat |
| ----------------- | --------------------------------- | -------- |
| Lancer du marteau | Zalina Marghieva Marina Marghieva |          |

### Monaco
La principauté est uniquement représentée Brice Etès, récemment naturalisé, sur 800 mètres.

### Mozambique
| Épreuve     | Athlète(s) | Résultat |
| ----------- | ---------- | -------- |
| 400 m haies | Kurt Couto |          |

| Épreuve | Athlète(s)      | Résultat |
| ------- | --------------- | -------- |
| 100 m   | Aneterica Quive |          |

## N

### Namibie
| Épreuve | Athlète(s)          | Résultat |
| ------- | ------------------- | -------- |
| 800 m   | Daniel Nghipandulwa |          |

| Épreuve | Athlète(s)          | Résultat |
| ------- | ------------------- | -------- |
| 400 m   | Tjipekapora Herunga |          |

### Nauru
| Épreuve | Athlète(s)      | Résultat |
| ------- | --------------- | -------- |
| 100 m   | Joshua Jeremiah |          |

| Épreuve | Athlète(s)        | Résultat |
| ------- | ----------------- | -------- |
| 100 m   | Lovelite Detenamo |          |

### Népal
Dans la liste des inscrits sur 100 m, apparaît le nom d'un sprinteur népalais, ce qui porte à 203 le nombre de pays participants : Tilak Ram Tharu, 11 s 09 en 2009.

### Nicaragua
| Épreuve | Athlète(s)   | Résultat |
| ------- | ------------ | -------- |
| 800 m   | Edgar Cortez |          |

| Épreuve     | Athlète(s)       | Résultat |
| ----------- | ---------------- | -------- |
| 400 m haies | Jessica Aguilera |          |

### Niger
| Épreuve | Athlète(s)           | Résultat |
| ------- | -------------------- | -------- |
| 400 m   | Abdourazak Rabo Sama |          |

| Épreuve | Athlète(s)         | Résultat |
| ------- | ------------------ | -------- |
| 100 m   | Nafissa Souleymane |          |

### Nigeria
Dix-sept athlètes nigérians figurent dans la liste des sélectionnés pour les mondiaux de Daegu.
| Épreuve          | Athlète(s)                 | Résultat |
| ---------------- | -------------------------- | -------- |
| 100 m            | Ogho Oghene Peter Emelieze |          |
| Saut en longueur | Stanley Gbagbeke           |          |
| Triple saut      | Tosin Oke                  |          |

| Épreuve          | Athlète(s)                                                                       | Résultat |
| ---------------- | -------------------------------------------------------------------------------- | -------- |
| 100 m            | Gloria Asumnu Blessing Okagbare Damola Osayomi                                   |          |
| 100 m haies      | Seun Adigun                                                                      |          |
| 400 m haies      | Ajoke Odumosu                                                                    |          |
| Saut en longueur | Blessing Okagbare                                                                |          |
| Saut en hauteur  | Doreen Amata                                                                     |          |
| Lancer du poids  | Omolara Omotosho                                                                 |          |
| Relais 4 × 100 m | Gloria Asumnu Blessing Okagbare Damola Osayomi Endurance Abinuwa Agnes Osazuwa   |          |
| relais 4 × 400 m | Bukola Abogunloko Margaret Etim Ajoke Odumosu Blessing Mayungbe Chizoba Okodogbe |          |

### Norvège
La liste des sélectionnés norvégiens, amenés notamment par le champion du monde en titre du lancer du javelot Andreas Thorkildsen, comprend 13 athlètes (6 hommes et 7 femmes).
| Épreuve           | Athlète(s)               | Résultat |
| ----------------- | ------------------------ | -------- |
| 100 m             | Jaysuma Saidy Ndure      |          |
| 200 m             | Jaysuma Saidy Ndure      |          |
| 3 000 m steeple   | Bjørnar Ustad Kristensen |          |
| 50 km marche      | Trond Nymark             |          |
| Marathon          | Urige Buta               |          |
| Lancer du marteau | Eivind Henriksen         |          |
| Lancer du javelot | Andreas Thorkildsen      |          |

| Épreuve           | Athlète(s)             | Résultat |
| ----------------- | ---------------------- | -------- |
| 100 m             | Ezinne Okparaebo       |          |
| 800 m             | Ingvill Måkestad Bovim |          |
| 1 500 m           | Ingvill Måkestad Bovim |          |
| 400 m haies       | Stine Tomb             |          |
| Saut en hauteur   | Tonje Angelsen         |          |
| Saut à la perche  | Cathrine Larsåsen      |          |
| Lancer du marteau | Mona Holm              |          |
| Heptathlon        | Ida Marcussen          |          |

### Nouvelle-Zélande
En avril 2011, la Fédération néo-zélandaise d'athlétisme dévoile une liste de cinq athlètes sélectionnés pour les Championnats du monde de Daegu. Il s'agit d'athlètes médaillés lors des Jeux du Commonwealth de 2010. Fin juillet, la liste s'étoffe de quatre nouveaux athlètes, tandis que la spécialiste du 100 mètres haies Andrea Miller, initialement sélectionnée déclare forfait pour blessure. Les Kiwis sont deux fois moins nombreux qu'en 2009 à Berlin.
| Épreuve           | Athlète(s)                    | Résultat |
| ----------------- | ----------------------------- | -------- |
| 1 500 m           | Nick Willis                   |          |
| 5 000 m           | Adrian Blincoe Jake Robertson |          |
| 50 km marche      | Quentin Rew                   |          |
| Lancer du javelot | Stuart Farquhar               |          |
| Décathlon         | Brent Newdick                 |          |

| Épreuve         | Athlète(s)    | Résultat |
| --------------- | ------------- | -------- |
| 800 m           | Nikki Hamblin |          |
| 1 500 m         | Nikki Hamblin |          |
| Lancer du poids | Valerie Adams |          |

## O

### Oman
Hommes
| Épreuve | Athlète(s)              | Résultat |
| ------- | ----------------------- | -------- |
| 400 m   | Ahmed Mohamed Al-Merjab |          |

### Ouganda
La délégation ougandaise, conduit notamment par le fondeur Moses Kipsiro, est composée de 13 athlètes.
| Épreuve         | Athlète(s)                                                         | Résultat |
| --------------- | ------------------------------------------------------------------ | -------- |
| 800 m           | Julius Mutekanga                                                   |          |
| 1 500 m         | Jacob Araptany                                                     |          |
| 5 000 m         | Moses Kipsiro Geoffrey Kusuro Abraham Kiplimo                      |          |
| 10 000 m        | Moses Kipsiro                                                      |          |
| 3 000 m steeple | Benjamin Kiplagat Jacob Araptany                                   |          |
| Marathon        | Richard Soibei Stephen Kiprotich Nicholas Kiprono Daniel Chepyegon |          |

| Épreuve     | Athlète(s)    | Résultat |
| ----------- | ------------- | -------- |
| 800 m       | Annet Negesa  |          |
| Triple saut | Sarah Nambawa |          |
| Marathon    | Jane Suuto    |          |

### Ouzbékistan
| Épreuve           | Athlète(s)       | Résultat |
| ----------------- | ---------------- | -------- |
| Lancer du javelot | Rinat Tarzumanov |          |

| Épreuve          | Athlète(s)                                                   | Résultat |
| ---------------- | ------------------------------------------------------------ | -------- |
| 100 m            | Guzel Khubbieva                                              |          |
| Saut en longueur | Yuliya Tarasova                                              |          |
| Triple saut      | Anastasiya Juravleva Valeriya Kanatova Aleksandra Kotlyarova |          |
| Saut en hauteur  | Svetlana Radzivil                                            |          |

## P

### Pakistan
La délégation du Pakistan constitue la plus petite délégation par rapport à la population du pays, avec celle de son ancienne partie orientale, le Bangladesh.
Hommes
| Épreuve | Athlète(s)   | Résultat |
| ------- | ------------ | -------- |
| 800 m   | Farhan Ahmad |          |

### Palaos
| Épreuve | Athlète(s)     | Résultat |
| ------- | -------------- | -------- |
| 100 m   | Rodman Teltull |          |

| Épreuve | Athlète(s)        | Résultat |
| ------- | ----------------- | -------- |
| 100 m   | Rubie Joy Gabriel |          |

### Autorité palestinienne
Bahaa al Farra représente l'Autorité palestinienne sur 400 mètres.

### Panama
La délégation du Panama est composée de 2 athlètes : le sprinteur Alonso Edward, médaillé d'argent du 200 m lors des Championnats du monde de 2009, et le sauteur en longueur Irving Saladino, champion du monde 2007 et champion olympique 2008.

### Papouasie-Nouvelle-Guinée
| Épreuve | Athlète(s)   | Résultat |
| ------- | ------------ | -------- |
| 400 m   | Nelson Stone |          |

| Épreuve | Athlète(s)  | Résultat |
| ------- | ----------- | -------- |
| 400 m   | Betty Burua |          |

### Paraguay
Hommes
| Épreuve | Athlète(s)      | Résultat |
| ------- | --------------- | -------- |
| 400 m   | Augusto Stanley |          |

### Pays-Bas
L'équipe des Pays-Bas est dévoilée le 14 août 2011.
| Épreuve          | Athlète(s)                                                                                           | Résultat |
| ---------------- | --- | -------- |
| 100 m            | Churandy Martina                                                                                     |          |
| 200 m            | Churandy Martina                                                                                     |          |
| 800 m            | Bram Som                                                                                             |          |
| Lancer du disque | Erik Cadée Rutger Smith                                                                              |          |
| Décathlon        | Eelco Sintnicolaas Ingmar Vos                                                                        |          |
| Relais 4 × 100 m | Churandy Martina Giovanni Codrington Jerrel Feller Mike van Kruchten Patrick van Luijk Brian Mariano |          |

| Épreuve          | Athlète(s)                                                                                | Résultat |
| ---------------- | ----------------------------------------------------------------------------------------- | -------- |
| 200 m            | Dafne Schippers                                                                           |          |
| 800 m            | Yvonne Hak                                                                                |          |
| Lancer du disque | Monique Jansen                                                                            |          |
| Heptathlon       | Remona Fransen                                                                            |          |
| Relais 4 × 100 m | Dafne Schippers Marit Dopheide Anouk Hagen Nikki van Leeuwen Jamile Samuel Kadene Vassell |          |

### Pérou
| Épreuve          | Athlète(s)      | Résultat |
| ---------------- | --------------- | -------- |
| 3 000 m steeple  | Mario Bazán     |          |
| Marathon         | Jhon Casallo    |          |
| Saut en longueur | Jorge McFarlane |          |

| Épreuve  | Athlète(s)                      | Résultat |
| -------- | ------------------------------- | -------- |
| Marathon | Jemena Misayauri Judith Toribio |          |

### Philippines
| Épreuve          | Athlète(s)   | Résultat |
| ---------------- | ------------ | -------- |
| Saut en longueur | Henry Dagmil |          |

| Épreuve          | Athlète(s)        | Résultat |
| ---------------- | ----------------- | -------- |
| Saut en longueur | Marestella Torres |          |

### Pologne
La délégation polonaise, annoncée le 14 août 2011 à l'issue des championnats nationaux, se compose de 43 athlètes (28 hommes et 15 femmes). Les championnes du monde en titre Anna Rogowska (saut à la perche) et Anita Włodarczyk (lancer du marteau) figurent dans la liste des sélectionnés.
| Épreuve           | Athlète(s)                                                                                       | Résultat |
| ----------------- | ------------------------------------------------------------------------------------------------ | -------- |
| 100 m             | Dariusz Kuć                                                                                      |          |
| 400 m             | Marcin Marciniszyn                                                                               |          |
| 800 m             | Adam Kszczot Marcin Lewandowski                                                                  |          |
| 110 m haies       | Dominik Bochenek                                                                                 |          |
| 3 000 m steeple   | Łukasz Parszczyński                                                                              |          |
| Saut à la perche  | Mateusz Didenkow Łukasz Michalski Paweł Wojciechowski                                            |          |
| Lancer du poids   | Tomasz Majewski                                                                                  |          |
| Lancer du disque  | Piotr Małachowski                                                                                |          |
| Lancer du marteau | Paweł Fajdek Szymon Ziółkowski                                                                   |          |
| Lancer du javelot | Igor Janik                                                                                       |          |
| Relais 4 × 100 m  | Dariusz Kuć Paweł Stempel Robert Kubaczyk Kamil Masztak Artur Zaczek Kamil Kryński               |          |
| Relais 4 × 400 m  | Marcin Marciniszyn Piotr Wiaderek Kacper Kozłowski Jakub Krzewina Mateusz Fórmański Jan Ciepiela |          |
| 20 km marche      | Rafał Augustyn                                                                                   |          |
| 50 km marche      | Rafał Fedaczyński Rafał Sikora Grzegorz Sudoł                                                    |          |

| Épreuve           | Athlète(s)                                                                                        | Résultat |
| ----------------- | ------------------------------------------------------------------------------------------------- | -------- |
| 100 m             | Marta Jeschke                                                                                     |          |
| 200 m             | Anna Kiełbasińska                                                                                 |          |
| 1 500 m           | Renata Pliś                                                                                       |          |
| Saut à la perche  | Anna Rogowska Monika Pyrek                                                                        |          |
| Saut en longueur  | Teresa Dobija                                                                                     |          |
| Triple saut       | Anna Jagaciak                                                                                     |          |
| Lancer du disque  | Żaneta Glanc                                                                                      |          |
| Lancer du marteau | Joanna Fiodorow Anita Włodarczyk                                                                  |          |
| Heptathlon        | Karolina Tymińska                                                                                 |          |
| Relais 4 × 100 m  | Marta Jeschke Anna Kiełbasińska Marika Popowicz Agnieszka Ligięza Ewelina Ptak Dorota Jędrusińska |          |

### Polynésie française
Le Français Charles Delys représente la Polynésie française sur 1 500 mètres.

### Porto Rico
| Épreuve          | Athlète(s)                                                                 | Résultat |
| ---------------- | -------------------------------------------------------------------------- | -------- |
| 110 m haies      | Héctor Cotto                                                               |          |
| 400 m haies      | Javier Culson Jamele Mason                                                 |          |
| Relais 4 × 100 m | Marcos Amalbert Héctor Cotto Marquis Holston Miguel López Carlos Rodríguez |          |

| Épreuve         | Athlète(s)    | Résultat |
| --------------- | ------------- | -------- |
| 3 000 m steeple | Beverly Ramos |          |

### Portugal
Vingt-quatre athlètes figurent dans la sélection du Portugal. Susana Feitor participe à des championnats du monde pour la 11e fois consécutive, un record absolu.
| Épreuve          | Athlète(s)                                                          | Résultat |
| ---------------- | ------------------------------------------------------------------- | -------- |
| 200 m            | Arnaldo Abrantes                                                    |          |
| 5 000 m          | Rui Silva                                                           |          |
| 10 000 m         | Rui Silva                                                           |          |
| 400 m haies      | Jorge Paula                                                         |          |
| 3 000 m steeple  | Alberto Paulo                                                       |          |
| 20 km marche     | João Vieira                                                         |          |
| Saut en longueur | Marcos Chuva                                                        |          |
| Triple saut      | Nelson Évora                                                        |          |
| Saut à la perche | Edi Maia                                                            |          |
| Lancer du poids  | Marco Fortes                                                        |          |
| Relais 4 × 100 m | Arnaldo Abrantes Ricardo Monteiro João Ferreira Yazaldes Nascimento |          |

| Épreuve           | Athlète(s)                                   | Résultat |
| ----------------- | -------------------------------------------- | -------- |
| 5 000 m           | Ana Dulce Félix Jéssica Augusto Sara Moreira |          |
| 10 000 m          | Ana Dulce Félix Jéssica Augusto Sara Moreira |          |
| Marathon          | Marisa Barros                                |          |
| 400 m haies       | Vera Barbosa                                 |          |
| 3 000 m steeple   | Sara Moreira                                 |          |
| 20 km marche      | Ana Cabecinha Inês Henriques Susana Feitor   |          |
| Saut en longueur  | Naide Gomes                                  |          |
| Triple saut       | Patricia Mamona                              |          |
| Saut à la perche  | Eleonor Tavares                              |          |
| Lancer du marteau | Vânia Silva                                  |          |

## Q

### Qatar
Quatre athlètes composent la sélection du Qatar.
Hommes
| Épreuve         | Athlète(s)         | Résultat |
| --------------- | ------------------ | -------- |
| 200 m           | Femi Ogunode       |          |
| 400 m           | Femi Ogunode       |          |
| 1 500 m         | Hamza Daryoush     |          |
| 3 000 m steeple | Abubaker Ali Kamal |          |
| Saut en hauteur | Mutaz Essa Barshim |          |

## R

### République centrafricaine
Un des rares pays à n'être représenté que par une féminine Evodie Lydie Saramandji sur 400 m.

### République dominicaine
| Épreuve     | Athlète(s)        | Résultat |
| ----------- | ----------------- | -------- |
| 100 m       | Carlos Jorge      |          |
| 400 m       | Arismendy Peguero |          |
| 400 m haies | Félix Sánchez     |          |

| Épreuve     | Athlète(s)      | Résultat |
| ----------- | --------------- | -------- |
| 100 m haies | Lavonne Idlette |          |

### République tchèque
Vingt et un athlètes figurent dans la liste des sélectionnés tchèques annoncée le 2 août 2011.
| Épreuve           | Athlète(s)                                    | Résultat |
| ----------------- | --------------------------------------------- | -------- |
| 200 m             | Pavel Maslák                                  |          |
| Saut en hauteur   | Jaroslav Bába                                 |          |
| Saut à la perche  | Jan Kudlicka                                  |          |
| Lancer du javelot | Petr Frydrych Jakub Vadlejch Vítězslav Veselý |          |
| Lancer du poids   | Jan Marcell                                   |          |
| Lancer du disque  | Jan Marcell                                   |          |
| Décathlon         | Roman Šebrle                                  |          |

| Épreuve           | Athlète(s)                                                                         | Résultat |
| ----------------- | ---------------------------------------------------------------------------------- | -------- |
| 400 m             | Denisa Rosolová                                                                    |          |
| 100 m haies       | Lucie Škrobáková                                                                   |          |
| 400 m haies       | Zuzana Bergrová Zuzana Hejnová                                                     |          |
| 3 000 m steeple   | Marcela Lustigová                                                                  |          |
| Heptathlon        | Katerina Cachová                                                                   |          |
| Lancer du disque  | Věra Pospíšilová-Cechlová                                                          |          |
| Lancer du javelot | Barbora Špotáková Jarmila Klimešová                                                |          |
| Saut à la perche  | Jirina Ptácníková                                                                  |          |
| Relais 4 × 400 m  | Jitka Bartonicková Zuzana Bergrová Zuzana Hejnová Denisa Rosolová Katerina Cachová |          |
| 20 km marche      | Zuzana Schindlerová Lucie Pelantová                                                |          |

### Roumanie
| Épreuve     | Athlète(s)     | Résultat |
| ----------- | -------------- | -------- |
| Triple saut | Marian Oprea   |          |
| Marathon    | Marius Ionescu |          |

| Épreuve           | Athlète(s)        | Résultat |
| ----------------- | ----------------- | -------- |
| 100 m             | Andreea Ograzeanu |          |
| 200 m             | Andreea Ograzeanu |          |
| 3 000 m steeple   | Cristina Casandra |          |
| Saut en hauteur   | Esthera Petre     |          |
| Lancer du disque  | Nicoleta Grasu    |          |
| Lancer du marteau | Bianca Perie      |          |
| 20 km marche      | Claudia Stef      |          |

### Royaume-Uni
La sélection britannique, annoncée le 9 août 2011, comprend 67 athlètes dont les champions du monde en titre Jessica Ennis et Phillips Idowu. Au total 69 Britanniques iront à Dageu à comparer aux 51 de Berlin, une forte augmentation due notamment à la préparation de Londres 2012.
| Épreuve          | Athlète(s) | Résultat |
| ---------------- | --- | -------- |
| 100 m            | Harry Aikines-Aryeetey Dwain Chambers Marlon Devonish                                                                     |          |
| 200 m            | James Ellington Christian Malcolm                                                                                         |          |
| 400 m            | Martyn Rooney |          |
| 800 m            | Andrew Osagie Michael Rimmer                                                                                              |          |
| 1 500 m          | James Shane |          |
| 5 000 m          | Mo Farah |          |
| 10 000 m         | Mo Farah |          |
| Marathon         | Andrew Lemoncello Lee Merrien Dave Webb                                                                                   |          |
| 110 m haies      | Lawrence Clarke William Sharman Andy Turner                                                                               |          |
| 400 m haies      | Jack Green David Greene Nathan Woodward                                                                                   |          |
| Saut en hauteur  | Martyn Bernard Tom Parsons                                                                                                |          |
| Saut à la perche | Steven Lewis |          |
| Saut en longueur | Greg Rutherford Chris Tomlinson                                                                                           |          |
| Triple saut      | Phillips Idowu |          |
| Lancer du disque | Abdul Buhari Brett Morse Carl Myerscough                                                                                  |          |
| Relais 4 × 100 m | Harry Aikines-Aryeetey Marlon Devonish James Ellington Mark Lewis-Francis Christian Malcolm Craig Pickering Daniel Talbot |          |
| Relais 4 × 400 m | Richard Buck Christopher Clarke Jack Green David Greene Luke Lennon-Ford Nigel Levine Martyn Rooney Richard Strachan      |          |

| Épreuve           | Athlète(s) | Résultat |
| ----------------- | --- | -------- |
| 100 m             | Jeanette Kwakye Anyika Onuora Laura Turner                                                                                  |          |
| 200 m             | Anyika Onuora |          |
| 400 m             | Lee McConnell Christine Ohuruogu Nicola Sanders                                                                             |          |
| 800 m             | Emma Jackson Jennifer Meadows Marilyn Okoro                                                                                 |          |
| 1 500 m           | Lisa Dobriskey Hannah England                                                                                               |          |
| 5 000 m           | Helen Clitheroe |          |
| Marathon          | Alyson Dixon Susan Partridge                                                                                                |          |
| 100 m haies       | Tiffany Porter |          |
| 400 m haies       | Eilidh Child Perri Shakes-Drayton                                                                                           |          |
| 3 000 m steeple   | Barbara Parker |          |
| Saut à la perche  | Holly Bleasdale Kate Dennison                                                                                               |          |
| Saut en longueur  | Shara Proctor |          |
| Triple saut       | Yamilé Aldama |          |
| Lancer du javelot | Goldie Sayers |          |
| Lancer du marteau | Sophie Hitchon |          |
| Heptathlon        | Jessica Ennis Louise Hazel                                                                                                  |          |
| 20 km marche      | Jo Jackson |          |
| Relais 4 × 100 m  | Montell Douglas Jeanette Kwakye Anyika Onuora Abi Oyepitan Asha Philip Tiffany Porter Laura Turner                          |          |
| Relais 4 × 400 m  | Eilidh Child Lee McConnell Jenny Meadows Christine Ohuruogu Marilyn Okoro Nadine Okyere Nicola Sanders Perri Shakes-Drayton |          |

### Russie
83 athlètes (36 hommes et 47 femmes) figurent dans une première liste annoncée le 26 juillet 2011 par la Fédération russe d'athlétisme. Elle comprend notamment les champions du monde en titre Yaroslav Rybakov, Valeriy Borchin, Sergey Kirdyapkin  et Olga Kaniskina. Initialement sélectionné, le lanceur de marteau Aleksey Zagornyi déclare forfait pour une blessure au dos. Incertain, le sauteur en hauteur Yaroslav Rybakov confirme finalement sa participation.
| Épreuve           | Athlète(s)                                                                                             | Résultat |
| ----------------- | --- | -------- |
| 400 m             | Pavel Trenikhin                                                                                        |          |
| Relais 4 × 400 m  | Pavel Trenikhin Maksim Dyldin Denis Alekseyev Konstantin Svechkar Yuriy Trambovetskiy Vladimir Krasnov |          |
| 110 m haies       | Sergueï Choubenkov                                                                                     |          |
| 400 m haies       | Aleksandr Derevyagin                                                                                   |          |
| 800 m             | Yuriy Borzakovskiy                                                                                     |          |
| 3 000 m steeple   | Andrey Farnosov                                                                                        |          |
| Marathon          | Aleksey Sokolov                                                                                        |          |
| Saut en hauteur   | Aleksey Dmitrik Yaroslav Rybakov (forfait) Aleksandr Shustov Ivan Ukhov                                |          |
| Saut à la perche  | Yevgeniy Lukyanenko Dmitriy Starodubtsev                                                               |          |
| Saut en longueur  | Aleksandr Menkov                                                                                       |          |
| Triple saut       | Aleksey Fedorov                                                                                        |          |
| Lancer du poids   | Maksim Sidorov                                                                                         |          |
| Lancer du marteau | Kirill Ikonnikov Sergey Litvinov                                                                       |          |
| Lancer du javelot | Sergey Makarov Aleksandr Ivanov Dmitriy Tarabin                                                        |          |
| Décathlon         | Aleksey Drozdov                                                                                        |          |
| 20 km marche      | Valeriy Borchin Stanislav Yemelyanov Sergey Morozov Vladimir Kanaykin                                  |          |
| 50 km marche      | Sergey Kirdyapkin Denis Nizhegorodov Igor Yerokhin Sergey Bakulin                                      |          |

| Épreuve           | Athlète(s) | Résultat |
| ----------------- | --- | -------- |
| 100 m             | Yuliya Gushchina                                                                                                 |          |
| 200 m             | Yelizaveta Savlinis                                                                                              |          |
| 400 m             | Anastasiya Kapachinskaya Antonina Krivoshapka                                                                    |          |
| 800 m             | Mariya Savinova Yuliya Rusanova Yekaterina Kostetskaya                                                           |          |
| 1 500 m           | Yekaterina Martynova Olesya Syreva Natalya Yevdokimova                                                           |          |
| 5 000 m           | Yelizaveta Grechishnikova Yelena Zadorozhnaya                                                                    |          |
| 3 000 m steeple   | Yuliya Zarudneva Lyudmila Kuzmina Lyubov Kharlamova                                                              |          |
| Marathon          | Margarita Plaksina                                                                                               |          |
| 100 m haies       | Tatyana Dektyareva                                                                                               |          |
| 400 m haies       | Natalya Antyukh Yelena Churakova                                                                                 |          |
| Relais 4 × 100 m  | Yuliya Katsura Yelizaveta Savlinis Aleksandra Fedoriva Yuliya Gushchina Natalya Rusakova                         |          |
| Relais 4 × 400 m  | Anastasiya Kapachinskaya Antonina Krivoshapka Kseniya Vdovina Kseniya Zadorina Lyudmila Litvinova Tatyana Firova |          |
| Saut en hauteur   | Anna Chicherova Svetlana Shkolina Yelena Slesarenko                                                              |          |
| Saut à la perche  | Yelena Isinbayeva Svetlana Feofanova                                                                             |          |
| Saut en longueur  | Darya Klishina Olga Zaytseva Olga Kucherenko                                                                     |          |
| Triple saut       | Alsu Murtazina Anna Kuropatkina                                                                                  |          |
| Lancer du poids   | Yevgeniya Kolodko Anna Avdeyeva                                                                                  |          |
| Lancer du disque  | Darya Pishchalnikova                                                                                             |          |
| Lancer du marteau | Tatyana Lysenko                                                                                                  |          |
| Lancer du javelot | Maria Abakumova                                                                                                  |          |
| Heptathlon        | Tatyana Chernova Anna Bogdanova                                                                                  |          |
| 20 km marche      | Olga Kaniskina Anisya Kirdyapkina Vera Sokolova Tatyana Mineyeva                                                 |          |

### Rwanda
| Épreuve  | Athlète(s)      | Résultat |
| -------- | --------------- | -------- |
| 5 000 m  | Sylvain Rukundo |          |
| 10 000 m | Sylvain Rukundo |          |

| Épreuve  | Athlète(s)            | Résultat |
| -------- | --------------------- | -------- |
| Marathon | Epiphanie Nyirabarame |          |

## S

### Saint-Christophe-et-Niévès
Hommes
| Épreuve          | Athlète(s)                                                               | Résultat                 |
| ---------------- | ------------------------------------------------------------------------ | ------------------------ |
| 100 m            | Kim Collins                                                              | sur 100 mètres (10 s 09) |
| 200 m            | Kim Collins Brijesh Lawrence                                             |                          |
| Relais 4 × 100 m | Kim Collins Brijesh Lawrence Antoine Adams Delwayne Delaney Jason Rogers |                          |

### Saint-Marin
| Épreuve | Athlète(s)        | Résultat |
| ------- | ----------------- | -------- |
| 100 m   | Federico Gorrieri |          |

| Épreuve | Athlète(s)       | Résultat |
| ------- | ---------------- | -------- |
| 100 m   | Martina Pretelli |          |

### Sainte-Lucie
| Épreuve         | Athlète(s)     | Résultat |
| --------------- | -------------- | -------- |
| Saut en hauteur | Darwin Edwards |          |

| Épreuve         | Athlète(s)     | Résultat |
| --------------- | -------------- | -------- |
| Saut en hauteur | Levern Spencer |          |

### Saint-Vincent
| Épreuve | Athlète(s)             | Résultat |
| ------- | ---------------------- | -------- |
| 100 m   | Courtney Carl Williams |          |

| Épreuve | Athlète(s)     | Résultat |
| ------- | -------------- | -------- |
| 100 m   | Natasha Mayers |          |

### Îles Salomon
| Épreuve | Athlète(s)      | Résultat |
| ------- | --------------- | -------- |
| 100 m   | Francis Manioru |          |

| Épreuve | Athlète(s)         | Résultat |
| ------- | ------------------ | -------- |
| 100 m   | Joycelyn Taurukeni |          |

### Salvador
Deux athlètes salvadoriens vont à Daegu : Emerson Hernandez (20 km marche) et Gladys Landaverde (1 500 m).

### Samoa
Les Samoa n'envoient qu'un athlète, d'origine chinoise, Ah Chong Sam Chong, sur 100 m.

### Samoa américaines
Deux athlètes avec passeport américain, représentent cet État non-incorporé : Sogelau Tuvalu et Megan West, tous les deux sur 100 m.

### Sao Tomé
| Épreuve | Athlète(s)                | Résultat |
| ------- | ------------------------- | -------- |
| 100 m   | Christopher Lima Da Costa |          |

| Épreuve | Athlète(s)   | Résultat |
| ------- | ------------ | -------- |
| 100 m   | Gloria Diogo |          |

### Sénégal
Femmes
| Épreuve           | Athlète(s)         | Résultat |
| ----------------- | ------------------ | -------- |
| Lancer de marteau | Amy Sène           |          |
| 400 m             | Ndeye Fatou Soumah |          |

### Serbie
| Épreuve         | Athlète(s)      | Résultat |
| --------------- | --------------- | -------- |
| 400 m haies     | Emir Bekrić     |          |
| Lancer du poids | Asmir Kolasinac |          |
| Décathlon       | Mihail Dudaš    |          |

| Épreuve           | Athlète(s)        | Résultat |
| ----------------- | ----------------- | -------- |
| Saut en longueur  | Ivana Španović    |          |
| Lancer du disque  | Dragana Tomasević |          |
| Lancer du javelot | Tatjana Jelaca    |          |

### Seychelles
| Épreuve | Athlète(s)       | Résultat |
| ------- | ---------------- | -------- |
| 200 m   | Leeroy Henriette |          |

| Épreuve | Athlète(s)             | Résultat |
| ------- | ---------------------- | -------- |
| 100 m   | Joanne Pricilla Loutoy |          |

### Sierra Leone
| Épreuve | Athlète(s)   | Résultat |
| ------- | ------------ | -------- |
| 800 m   | Thomas Vandy |          |

| Épreuve          | Athlète(s) | Résultat |
| ---------------- | ---------- | -------- |
| Saut en longueur | Ola Sesay  |          |

### Singapour
| Épreuve | Athlète(s) | Résultat |
| ------- | ---------- | -------- |
| 100 m   | Foo Ee Yeo |          |

| Épreuve     | Athlète(s)       | Résultat |
| ----------- | ---------------- | -------- |
| 100 m haies | Dipna Lim Prasad |          |

### Slovaquie
| Épreuve           | Athlète(s)                        | Résultat |
| ----------------- | --------------------------------- | -------- |
| Lancer du marteau | Libor Charfreitag Marcel Lomnický |          |
| 20 km marche      | Matej Tóth Anton Kucmin           |          |
| 50 km marche      | Matej Tóth Milos Batovsky         |          |

| Épreuve      | Athlète(s)     | Résultat |
| ------------ | -------------- | -------- |
| 800 m        | Lucia Klocová  |          |
| Triple saut  | Dana Veldáková |          |
| 20 km marche | Maria Czaková  |          |

### Slovénie
À noter que l'ancienne championne du monde Merlene Ottey (51 ans) ne participe pas cette année en raison de l'absence du relais 4 × 100 m (non qualifié).
| Épreuve           | Athlète(s)               | Résultat |
| ----------------- | ------------------------ | -------- |
| Saut en hauteur   | Rožle Prezelj            |          |
| Marathon          | Primož Kobe Anton Kosmac |          |
| Lancer du javelot | Matija Kranjc            |          |
| Lancer du marteau | Primož Kozmus            | 3e       |

| Épreuve           | Athlète(s)    | Résultat |
| ----------------- | ------------- | -------- |
| 100 m haies       | Marina Tomic  |          |
| Saut à la perche  | Tina Šutej    |          |
| Saut en longueur  | Nina Kolaric  |          |
| Triple saut       | Marija Šestak |          |
| Lancer du javelot | Martina Ratej |          |

### Somalie
Hommes
| Épreuve | Athlète(s)                | Résultat |
| ------- | ------------------------- | -------- |
| 5 000 m | Abdishakur Nageye Abdulle |          |

### Soudan
Trois athlètes dont :
- Abubaker Kaki

Hommes
| Épreuve | Athlète(s)                        | Résultat |
| ------- | --------------------------------- | -------- |
| 400 m   | Rabah Yousif                      |          |
| 800 m   | Ismail Ahmed Ismail Abubaker Kaki |          |
| 1500 m  | Abubaker Kaki                     |          |

### Sri Lanka
| Épreuve | Athlète(s)        | Résultat |
| ------- | ----------------- | -------- |
| 1 500 m | Chaminda Wijekoon |          |

| Épreuve     | Athlète(s)        | Résultat |
| ----------- | ----------------- | -------- |
| 400 m haies | Christine Merrill |          |

### Suède
16 athlètes figurent dans la liste des sélectionnés suédois.
| Épreuve           | Athlète(s)                      | Résultat |
| ----------------- | ------------------------------- | -------- |
| Saut à la perche  | Alhaji Jeng                     |          |
| Saut en longueur  | Michel Tornéus                  |          |
| Triple saut       | Christian Olsson                |          |
| Lancer du disque  | Niklas Arrhenius Leif Arrhenius |          |
| Lancer du marteau | Mattias Jons                    |          |
| Lancer du javelot | Gabriel Wallin                  |          |
| 20 km marche      | Ato Ibanez                      |          |
| 50 km marche      | Andreas Gustafsson              |          |

| Épreuve          | Athlète(s)               | Résultat |
| ---------------- | ------------------------ | -------- |
| 200 m            | Moa Hjelmer              |          |
| 400 m            | Moa Hjelmer              |          |
| Marathon         | Isabellah Andersson      |          |
| Saut en hauteur  | Ebba Jungmark Emma Green |          |
| Saut à la perche | Malin Dahlström          |          |
| Saut en longueur | Carolina Klüft           |          |
| Heptathlon       | Jessica Samuelsson       |          |

### Suisse
La délégation suisse, dévoilée le 15 août 2011 par Swiss Athletics, est composée de 18 athlètes (6 hommes et 12 femmes). Pour la première fois dans un championnat du monde, deux équipes de relais suisses sont engagées dans les épreuves de sprint court.
| Épreuve          | Athlète(s)                                                              | Résultat               |
| ---------------- | ----------------------------------------------------------------------- | ---------------------- |
| 100 m            | Amaru Schenkel                                                          | 4e en 10 s 44 en série |
| 200 m            | Amaru Schenkel Marc Schneeberger Alex Wilson                            |                        |
| 110 m haies      | Andreas Kundert                                                         |                        |
| Relais 4 × 100 m | Aron Beyene Pascal Mancini Amaru Schenkel Marc Schneeberger Alex Wilson |                        |

| Épreuve          | Athlète(s)                                                                                   | Résultat |
| ---------------- | -------------------------------------------------------------------------------------------- | -------- |
| 100 m haies      | Lisa Urech                                                                                   |          |
| 5 000 m          | Sabine Fischer                                                                               |          |
| 20 km marche     | Marie Polli                                                                                  |          |
| Saut en longueur | Irene Pusterla                                                                               |          |
| Saut à la perche | Nicole Büchler Anna Katharina Schmid                                                         |          |
| Relais 4 × 100 m | Jacqueline Gasser Mujinga Kambundji Marisa Lavanchy Clélia Reuse Ellen Sprunger Lea Sprunger |          |

### Suriname
| Épreuve | Athlète(s)    | Résultat |
| ------- | ------------- | -------- |
| 100 m   | Jurgen Themen |          |

| Épreuve | Athlète(s)           | Résultat |
| ------- | -------------------- | -------- |
| 200 m   | Ramona van der Vloot |          |

### Swaziland
| Épreuve | Athlète(s)         | Résultat |
| ------- | ------------------ | -------- |
| 200 m   | Sibusiso Matsenjwa |          |

| Épreuve | Athlète(s)        | Résultat |
| ------- | ----------------- | -------- |
| 200 m   | Phumlile Ndzinisa |          |

### Syrie
La Syrie est représentée par Majed Aldin Ghazal au saut en hauteur.

## T

### Tadjikistan
| Épreuve           | Athlète(s)      | Résultat |
| ----------------- | --------------- | -------- |
| Lancer de marteau | Dilshod Nazarov |          |

| Épreuve | Athlète(s)            | Résultat |
| ------- | --------------------- | -------- |
| 100 m   | Vladislava Ovcharenko |          |

### Taipei
| Épreuve          | Athlète(s)                                                           | Résultat |
| ---------------- | -------------------------------------------------------------------- | -------- |
| Lancer de poids  | Ming-Huang Chang                                                     |          |
| Relais 4 × 100 m | Tse-Ching Liang Yuan-Kai Liu Meng-Lin Tsai Wen-Tang Wang Wei-Chen Yi |          |
| Saut en longueur | Ching-Hsuan Lin                                                      |          |

| Épreuve | Athlète(s)       | Résultat |
| ------- | ---------------- | -------- |
| 100 m   | Ching-Hsien Liao |          |

### Tanzanie
Hommes
| Épreuve | Athlète(s)   | Résultat |
| ------- | ------------ | -------- |
| 5 000 m | Zakia Mrisho |          |

### Tchad
Deux athlètes représentent le Tchad, un sur 100 mètres, Abdouraim Haroun et une sur 200 mètres, Hinikissia Albertine Ndikert.

### Thaïlande
| Épreuve          | Athlète(s)                                                                                   | Résultat |
| ---------------- | -------------------------------------------------------------------------------------------- | -------- |
| Relais 4 × 100 m | Suppachai Chimdee Jirapong Meenapra Weerawat Pharueang Wachara Sondee Sompote Suwannarangsri |          |
| 400 m            | Pichet Krungget                                                                              |          |

| Épreuve         | Athlète(s)      | Résultat |
| --------------- | --------------- | -------- |
| Saut en hauteur | Wanida Boonwan  |          |
| Heptathlon      | Wassana Winatho |          |

### Timor oriental
Pour la première fois le Timor oriental envoie un athlète aux Championnats du monde, le jeune Ribeiro Pinto de Carvalho (1993) sur 1 500 m.

### Togo
Sandrine Thiébaud-Kangni est la seule représentante du Togo. Elle est inscrite sur 400 mètres.

### Tonga
| Épreuve | Athlète(s)      | Résultat |
| ------- | --------------- | -------- |
| 100 m   | Joseph Andy Lui |          |

| Épreuve | Athlète(s)      | Résultat |
| ------- | --------------- | -------- |
| 100 m   | Belinda Talakai |          |

### Trinité-et-Tobago
La sélection trinidadienne est annoncée le 15 août 2011 à l'issue des championnats nationaux de Port-d'Espagne. Ses chefs de file sont les sprinteurs Richard Thompson, Keston Bledman et Kelly-Ann Baptiste.
| Épreuve          | Athlète(s)                                                                                     | Résultat |
| ---------------- | ---------------------------------------------------------------------------------------------- | -------- |
| 100 m            | Richard Thompson Keston Bledman Aaron Armstrong                                                |          |
| 200 m            | Rondell Sorrillo                                                                               |          |
| 400 m            | Renny Quow Zwede Hewitt                                                                        |          |
| 400 m haies      | Jehue Gordon                                                                                   |          |
| Relais 4 × 100 m | Richard Thompson Keston Bledman Aaron Armstrong Marc Burns Emmanuel Callender Rondell Sorrillo |          |
| Relais 4 × 400 m | Renny Quow Zwede Hewitt Jarrin Solomon Jovon Toppin Deon Lendore Jehue Gordon                  |          |

| Épreuve          | Athlète(s)                                                                                    | Résultat |
| ---------------- | --------------------------------------------------------------------------------------------- | -------- |
| 100 m            | Kelly-Ann Baptiste Semoy Hackett Michelle Lee Ahye                                            |          |
| 200 m            | Semoy Hackett Kai Selvon                                                                      |          |
| Lancer du poids  | Cleopatra Borel Brown                                                                         |          |
| Triple saut      | Ayanna Alexander                                                                              |          |
| Relais 4 × 100 m | Kelly-Ann Baptiste Semoy Hackett Michelle Lee Ahye Kai Selvon Reyare Thomas Ayanna Hutchinson |          |

### Tunisie
| Épreuve         | Athlète(s)                   | Résultat |
| --------------- | ---------------------------- | -------- |
| 3 000 m steeple | Amor Ben Yahia               |          |
| 20 km marche    | Hassanine Sebei Hédi Teraoui |          |

| Épreuve         | Athlète(s)      | Résultat |
| --------------- | --------------- | -------- |
| 3 000 m steeple | Habiba Ghribi   |          |
| 20 km marche    | Chaima Trabelsi |          |

### Turkménistan
| Épreuve           | Athlète(s)         | Résultat |
| ----------------- | ------------------ | -------- |
| Lancer de marteau | Amanmurad Hommadov |          |

| Épreuve | Athlète(s)     | Résultat |
| ------- | -------------- | -------- |
| 100 m   | Maysa Rejepova |          |

### Îles Turques-et-Caïques
Hommes
| Épreuve | Athlète(s)      | Résultat |
| ------- | --------------- | -------- |
| 200 m   | Delano Williams |          |

### Turquie
La Turquie, notamment à l'aide d'une politique de naturalisation significative, passe de 12 à 21 athlètes, avec une équipe plutôt féminine.
| Épreuve           | Athlète(s)                  | Résultat |
| ----------------- | --------------------------- | -------- |
| Marathon          | Bekir Karayel               |          |
| Lancer du disque  | Ercüment Olgundeniz         |          |
| Lancer du marteau | Eşref Apak Fatih Eryildirim |          |
| Lancer du javelot | Fatih Avan                  |          |
| 20 km marche      | Recep Çelik                 |          |

| Épreuve           | Athlète(s)                                                       | Résultat |
| ----------------- | ---------------------------------------------------------------- | -------- |
| 400 m             | Pinar Saka Birsen Engin                                          |          |
| 800 m             | Merve Aydin Yeliz Kurt                                           |          |
| 1 500 m           | Asli Cakir Tugba Karakaya                                        |          |
| 5 000 m           | Alemitu Bekele                                                   |          |
| Marathon          | Mehtap Dogan-Sizmaz                                              |          |
| 100 m haies       | Nevin Yanıt                                                      |          |
| 400 m haies       | Nagihan Karedere Birsen Engin                                    |          |
| 3 000 m steeple   | Binnaz Uslu Gülcan Mingir                                        |          |
| Saut en hauteur   | Burcu Ayhan                                                      |          |
| Saut en longueur  | Karin Mey Melis                                                  |          |
| Lancer du marteau | Tuğçe Şahutoğlu                                                  |          |
| 20 km marche      | Semiha Mutlu                                                     |          |
| Relais 4 × 400 m  | Birsen Engin Pınar Saka Meliz Redif Merve Aydın Nagihan Karadere |          |

### Tuvalu
Le royaume des Tuvalu est représenté par deux athlètes, Okilani Tinilau et Asenate Manoa, tous les deux sur 100 m.

## U

### Ukraine
Avec une équipe de 57 athlètes (3 de plus qu'en 2009), à prédominance féminine, l'Ukraine poursuit sa tradition en la matière.
| Épreuve           | Athlète(s)                                            | Résultat |
| ----------------- | ----------------------------------------------------- | -------- |
| 400 m             | Stanislav Melnykov                                    |          |
| Triple saut       | Yevhen Semenenko Sheryf El-Sheryf                     |          |
| Saut en hauteur   | Dmytro Demyanyuk Andriy Protsenko Bohdan Bondarenko   |          |
| Saut à la perche  | Denys Yurchenko                                       |          |
| Lancer du poids   | Andriy Semenov Andriy Borodkin                        |          |
| Lancer du disque  | Ivan Hryshyn                                          |          |
| Lancer du javelot | Roman Avramenko Oleksandr Pyatnytsya Dmytro Kosynskyy |          |
| Lancer du marteau | Oleksiy Sokyrskyy                                     |          |
| Décathlon         | Oleksiy Kasyanov                                      |          |
| 20 km marche      | Nazar Kovalenko Ruslan Dmytrenko                      |          |
| 50 km marche      | Oleksiy Kazanin                                       |          |

| Épreuve           | Athlète(s)                                                                                 | Résultat                                                                     |
| ----------------- | ------------------------------------------------------------------------------------------ | ---------------------------------------------------------------------------- |
| 100 m             | Olesya Povh Mariya Ryemyen Nataliya Pohrebnyak                                             |                                                                              |
| 200 m             | Olesya Povh Mariya Ryemyen Elizaveta Bryzhina                                              |                                                                              |
| 400 m             | Antonina Yefremova                                                                         |                                                                              |
| 800 m             | Liliya Lobanova Yuliya Krevsun Tetyana Petlyuk                                             |                                                                              |
| 1 500 m           | Anna Mishchenko Nataliya Tobias Anzhelika Shevchenko                                       |                                                                              |
| 20 km marche      | Yakovenko Borovska Olena Shumkina                                                          |                                                                              |
| Marathon          | Yuliya Ruban Tetyana Gamera-Shmyrko Kateryna Stetsenko Olena Burkovska Tetyana Holovchenko | DNF 15e en 2 h 31 min 58 s DNF 21e en 2 h 34 min 21 s 33e en 2 h 39 min 25 s |
| 400 m haies       | Anastasiya Rabchenyuk Hanna Titimets Hanna Yaroshchuk                                      |                                                                              |
| 3 000 m steeple   | Svitlana Shmidt                                                                            |                                                                              |
| Saut en longueur  | Viktoriya Rybalko                                                                          |                                                                              |
| Triple saut       | Olha Saladukha Natalia Yastrebova Ruslana Tsyhotska                                        |                                                                              |
| Saut en hauteur   | Vita Styopina Oksana Okuneva                                                               |                                                                              |
| Lancer du disque  | Kateryna Karsak Semenova                                                                   |                                                                              |
| Lancer du marteau | Natalia Zolotukhina                                                                        |                                                                              |
| Lancer du javelot | Vira Rebryk                                                                                |                                                                              |
| Heptathlon        | Nataliya Dobrynska Lyudmyla Yosypenko Alina Fyodorova                                      |                                                                              |
| Relais 4 × 100 m  | Olesya Povh Mariya Ryemyen Hrystyna Stuy Nataliya Pohrebnyak Elizaveta Bryzhina            |                                                                              |
| Relais 4 × 400 m  | Antonina Yefremova Nataliya Pyhyda Zavgorodna                                              |                                                                              |

### Uruguay
| Épreuve     | Athlète(s)   | Résultat |
| ----------- | ------------ | -------- |
| 400 m haies | Andrés Silva |          |

| Épreuve     | Athlète(s)        | Résultat |
| ----------- | ----------------- | -------- |
| 400 m haies | Déborah Rodríguez |          |

## V

### Vanuatu
| Épreuve | Athlète(s)    | Résultat |
| ------- | ------------- | -------- |
| 400 m   | Arnold Sorina |          |

| Épreuve | Athlète(s) | Résultat |
| ------- | ---------- | -------- |
| 100 m   | Susan Tama |          |

### Venezuela
| Épreuve | Athlète(s)       | Résultat |
| ------- | ---------------- | -------- |
| 1 500 m | Eduar Villanueva |          |

| Épreuve         | Athlète(s)        | Résultat |
| --------------- | ----------------- | -------- |
| 20 km marche    | Milángela Rosales |          |
| Saut en hauteur | Marielys Rojas    |          |

### Îles Vierges
| Épreuve | Athlète(s)     | Résultat |
| ------- | -------------- | -------- |
| 200 m   | Calvin Dascent |          |
| 400 m   | Tabarie Henry  |          |

| Épreuve | Athlète(s)    | Résultat |
| ------- | ------------- | -------- |
| 200 m   | Allison Peter |          |

### Îles Vierges britanniques
Chantel Malone représente les îles Vierges britanniques au saut en longueur féminin.

### Viêt Nam
Le Viêt Nam envoie une représentante, Truong Thanh Hang sur 800 mètres. Elle est championne d'Asie en titre sur la distance.

## Y

### Yémen
| Épreuve | Athlète(s)              | Résultat |
| ------- | ----------------------- | -------- |
| 1 500 m | Nabil Mohammed al-Garbi |          |

| Épreuve     | Athlète(s)             | Résultat |
| ----------- | ---------------------- | -------- |
| 400 m haies | Fatima Abdullah Dahman |          |

## Z

### Zambie
| Épreuve | Athlète(s)   | Résultat |
| ------- | ------------ | -------- |
| 100 m   | Gerald Phiri |          |
| 800 m   | Prince Mumba |          |

| Épreuve | Athlète(s)      | Résultat |
| ------- | --------------- | -------- |
| 400 m   | Racheal Nachula |          |

### Zimbabwe
L'équipe du Zimbabwe, qui comprend quatre athlètes masculins, est conduit par Ngonidzashe Makusha, auteur en 2011 de 9 s 89 sur 100 m (6e temps des engagés), et de 8,40 m au saut en longueur (2e marque des engagés).
Hommes
| Épreuve          | Athlète(s)                           | Résultat |
| ---------------- | ------------------------------------ | -------- |
| 100 m            | Ngonidzashe Makusha Gabriel Mvumvure |          |
| 200 m            | Gabriel Mvumvure                     |          |
| 1 500 m          | Thandiwe Nyathi                      |          |
| Marathon         | Cuthbert Nyasango                    |          |
| Saut en longueur | Ngonidzashe Makusha                  |          |